# Шеффилд
Ше́ффилд (англ. Sheffield; английское произношение: о файле/ˈʃɛfiːld/) — город в Англии, в графстве Саут-Йоркшир. Исторически является частью Восточного райдинга Йоркшира. Название происходит от названия реки Шиф, которая протекает через город. Вместе с некоторыми южными пригородами, присоединёнными от графства Дербишир, город вырос от своих в основном промышленных корней до обширной градообразующей экономической базы. Население составляет 575 400 человек (на середину 2016 года) и он является одним из восьми крупных региональных центров, образующих Группу основных городов Англии. Шеффилд является третьим по численности населения районом в Англии. Население метрополитенского района Шеффилда составляет 1 569 000 человек.
Город расположен у подножья Пеннинских гор, в долине реки Дон и его четырёх притоков: Локсли, Портера, Ривелина и Шифа. 60 % территории Шеффилда является зелёной зоной, а треть города находится на территории Национального парка Пик-Дистрикт. В городе более 250 парков, лесных массивов и садов, и, по оценкам, около 4,5 миллионов деревьев, давая Шеффилду наибольшее количество деревьев на одного человека среди городов Европы.
В течение XIX века город получил международную известность своим сталелитейным производством. Многие местные инновации, такие как тигельная плавка стали и создание нержавеющей стали, подпитали почти десятикратный прирост населения города во времена Промышленной революции. Шеффилд получил статус муниципалитета в 1843 году, а в 1893 году — статус сити. Международная конкуренция в чёрной металлургии стала причиной упадка в традиционных местных отраслях производства в 1970—1980-х годах, совпав с массовым закрытием угольных шахт в регионе.
В XXI веке город подвергся обширной реновации как и другие британские города. Валовая добавленная стоимость Шеффилда выросла на 67 % с 1997 года, достигнув £9,2 млрд в 2007 году. Экономика растёт на 5 % в год, быстрее экономики региона Йоркшир и Хамбер в целом.
Город имеет давнюю спортивную историю и является родным для старейшего в мире футбольного клуба «Шеффилд». Игры между двумя шеффилдскими профессиональными футбольными клубами «Шеффилд Юнайтед» и «Шеффилд Уэнсдей» известны как Дерби Стального города. В городе ежегодно проводится Чемпионат мира по снукеру.

## История

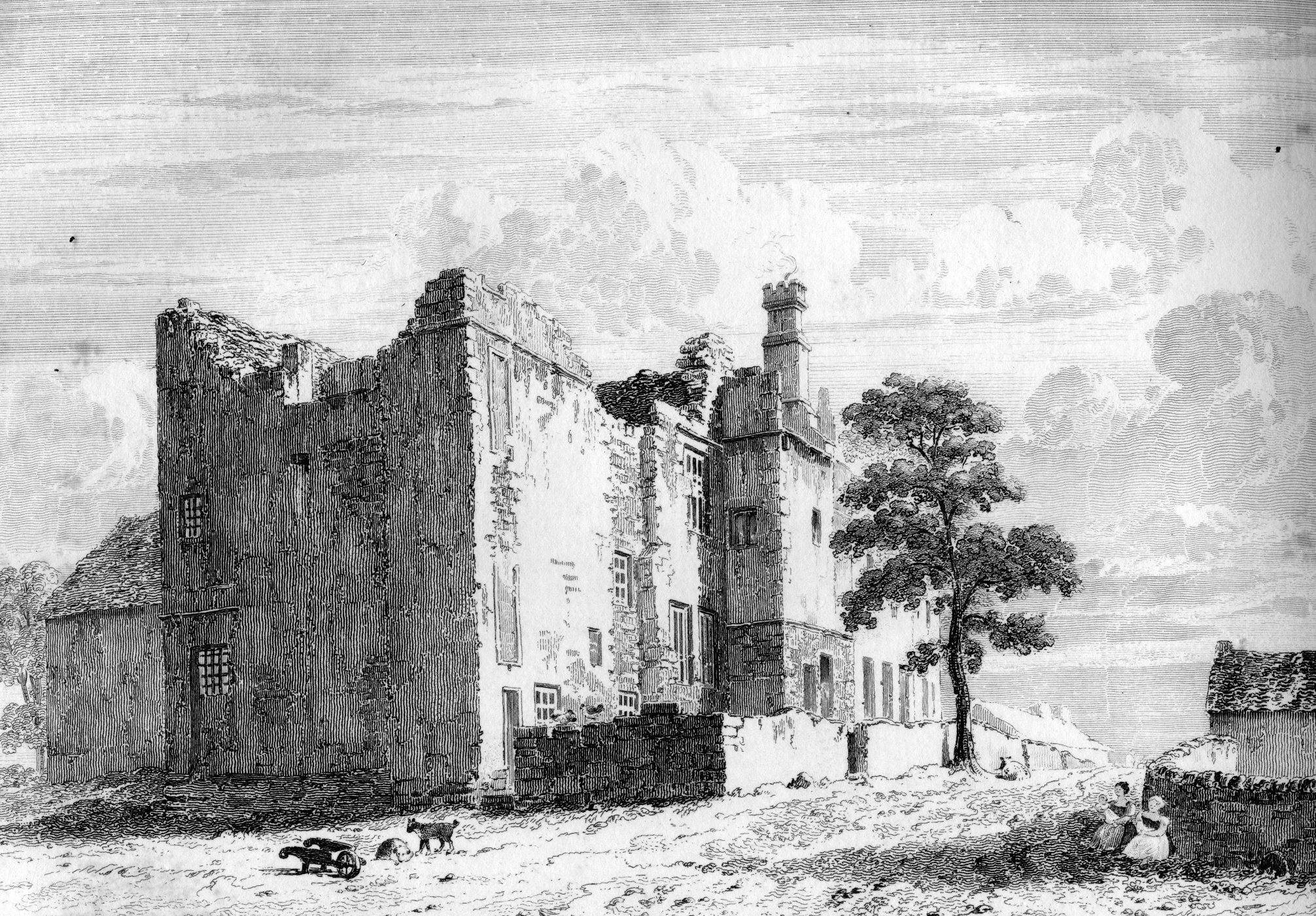
Руины Шеффилд Манор, какими они были примерно в 1819 году.

Территория, занимаемая городом, предположительно была заселена по меньшей мере с конца Позднего палеолита, то есть около 12 800 лет назад. Более ранние признаки людских поселений в районе Шеффилда найдены в пещерах в Кресвел-Крэгс, на востоке от города. В Железном веке район стал самой южной территорией расселения пеннинского племени бригантов. Предполагается, что именно они возвели несколько фортов на холмах на территории Шеффилда и вокруг неё.
После отступления римлян район Шеффилда, вероятно, стал самой южной частью кельтского королевства Элмет, а реки Шиф и Дон стали частью границы между этим королевством и королевством Мерсия. Постепенно поселения англов распространялись на запад от королевства Дейра. Присутствие кельтов в районе Шеффилда подтверждается наличием поблизости двух поселений — Уэльс и Уэльсвуд. Поселения, которые выросли и слились, образовав Шеффилд, датируются со второй половины первого тысячелетия и являлись англосаксонскими и датскими. В англосаксонское время район Шеффилда колебался между королевствами Мерсия и Нортумбрия. Англосаксонские хроники сообщают, что король Нортумбрии Энред покорился королю Уэссекса Эгберту в деревеньке Доур, ныне пригороде Шеффилда, в 829 году, что стало ключевым событием в объединении всей Англии под управлением Уэссекской династии.
После завоевания нормандцами Англии для защиты местного населения был построен Шеффилдский замок, а небольшое поселение разрослось, образовав ядро современного города. К 1296 году рынок устоялся в том виде, который сейчас известен под названием Касл-скуэр и постепенно Шеффилд вырос в небольшой ярмарочный городок. В XIV веке Шеффилд был известен производством ножей, о чём упоминал Джефри Чосер в своих «Кентерберийских рассказах», и к началу 1600-х годов превратился в основной центр производства столовых приборов в Англии, за пределами Лондона, благодаря деятельности гильдии Company of Cutlers in Hallamshire. С 1570 по 1584 годы в Шеффилдском замке и Шеффилд Манор содержалась в заключении Мария Стюарт.

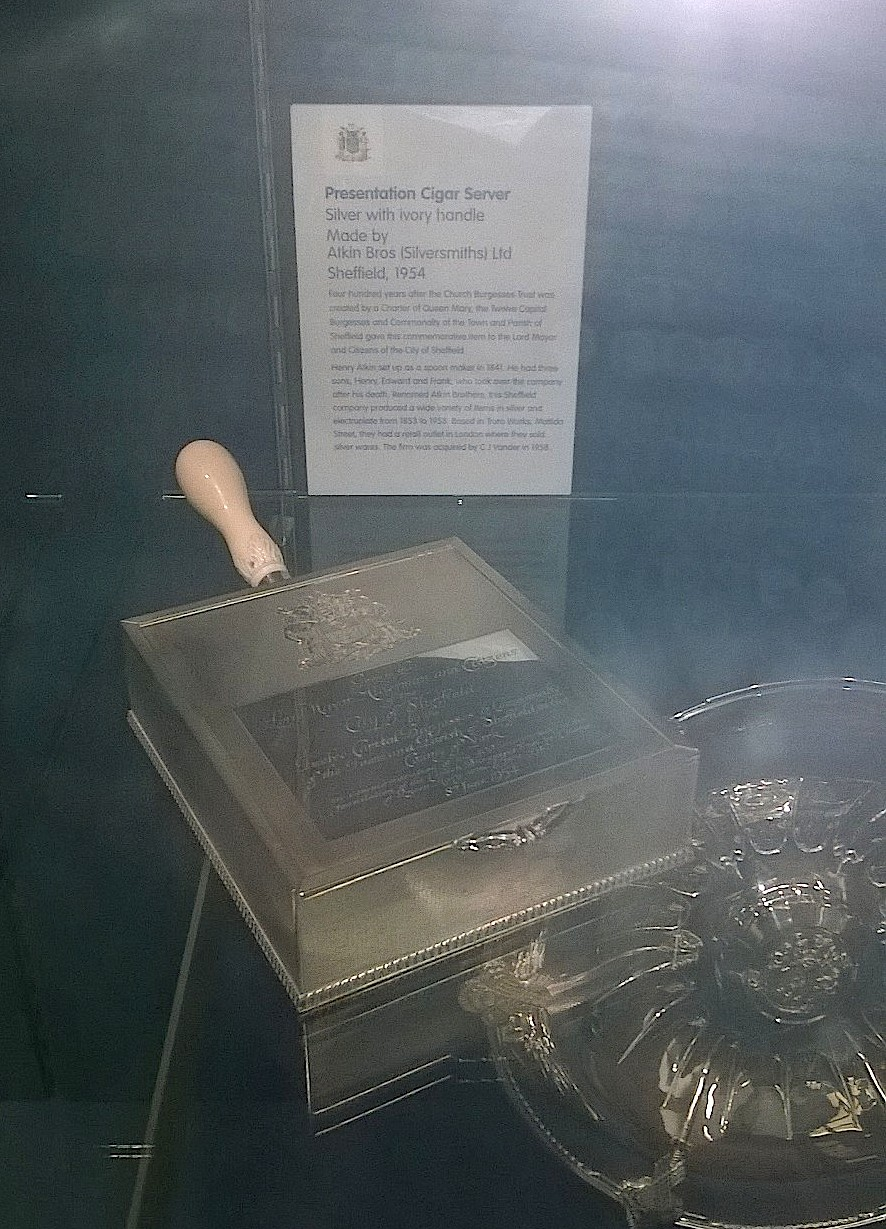
Серебряный портсигар производства Atkin Brothers (Silversmiths) Ltd. выставлен на обозрение в Здание муниципалитета Шеффилда

В течение 1740-х годов в Шеффилде была открыта разновидность процесса тигельной плавки стали, что позволило производить более высококачественную сталь, чем было возможно до этого. Примерно в этот же период была разработана техника наплавления тонкого серебряного листа на медную основу с целью получения серебряного покрытия, которое стало широко известно под названием «шеффилдского покрытия». Эти инновации подтолкнули Шеффилд к превращению в промышленный город, однако, потеря нескольких важных экспортных рынков в конце 18 и начале 19 веков привела к спаду в экономике. Кульминацией бедственного положения стала эпидемия холеры, от которой умерло 402 человека в 1832 году. Население города быстро росло в течение 19 века, увеличившись с 60 095 жителей в 1801 году до 451 195 в 1901-м. Шеффилд получил статус боро в 1842 году, а статус сити в 1893-м. Приток людей потребовал улучшения водоснабжения и множество водохранилищ были сконструированы на окраинах города.

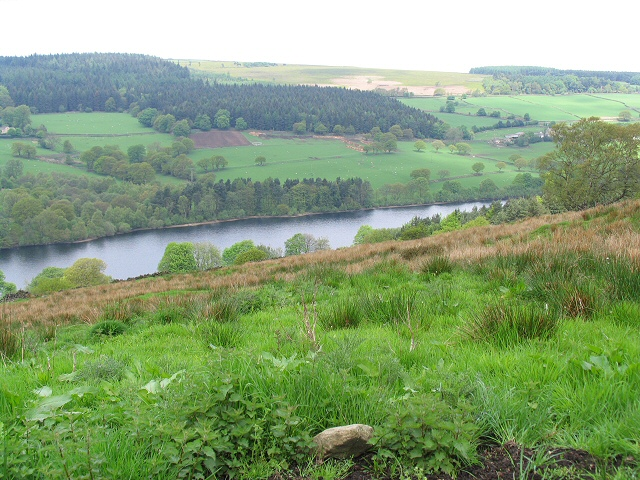
Водохранилище Дейл Дайк, первоначальная плотина этого водохранилища была разрушена в 1864 году, став причиной Великое шеффилдское наводнение.

Разрушение дамбы одного из таких водохранилищ в 1864 году стало причиной Великого шеффилдского наводнения, которое погубило 270 человек и разрушило большу́ю часть города. Растущее население также потребовало строительства большого количества жилых домов, которые располагались бок-о-бок, что вкупе с сильным загрязнением от фабрик вдохновило Джорджа Оруэлла в 1937 году написать: «Шеффилд, я полагаю, может заслуженно претендовать на звание самого уродливого города в Старом свете».
Экономический спад 1930-х годов был прерван усиливающимся международной напряжённостью и всё более ясно осознаваемым приближением Второй мировой войны. Шеффилдские сталелитейные заводы начали производить оружие и боеприпасы для военных нужд. В результате город стал целью авиабомбардировок, сильнейшие из которых прошли в ночью 12 и ночью 15 декабря 1940 года, и известны как Шеффилдский блиц. Более 660 человек погибло и многие здания были разрушены.

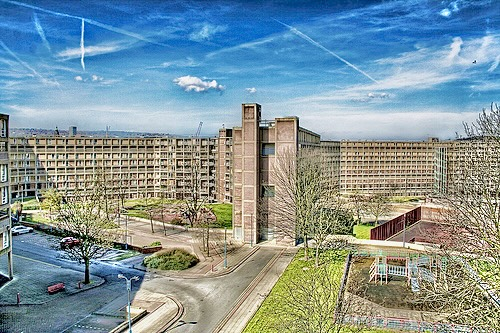
Квартиры в Парк-хилл — образец муниципальной жилой застройки Шеффилда в 1950—1960-х годах

В 1950—1960-х годах многие городские трущобы были снесены и на их месте построено социальное жильё, например, квартиры в Парк-хилл. Также была расчищена большая часть центра для устройства новой дорожной сети. Автоматизация производства стали и выросшая конкуренция с зарубежными производителями привели к «стальному кризису», сопровождавшемуся закрытию многих сталелитейных заводов. 1980-е годы стали худшими для сокращающейся промышленности Шеффилда, наряду с такими же процессами в других районах Соединённого королевства. Открытие в 1990 году торгового центра Meadowhall Centre на месте бывших сталелитейных цехов на окраине города стало сомнительным благом, с одной стороны создав множество так необходимых рабочих мест, а с другой, ускорив упадок центра города. Стремление обновить город получило импульс в 1991 году, когда город принимал у себя Универсиаду, для которой были построены новые спортивные сооружения: стадион Шеффилд Арена, стадион Дон Вэлли Стадиум и спортивно-досуговый комплекс Пондс Фордж.
Шеффилд быстро меняется благодаря новым проектам обновления некоторых из захудалых частей города. Один из таких проектов, «Сердце города» дал начало множеству общественных работ в центре города: в 1998 году обновлён Сад мира, в апреле 2001 года открылись Галереи тысячелетия, в мае 2003 года открыт Шеффилдский зимний сад, а общественное пространство, связавшее эти два места, — Площадь тысячелетия, открыта в мае 2006 года. Дополнительно проводится реконструкция Шиф-скуэр перед недавно восстановленной железнодорожной станцией. На обновлённой площади располагается скульптура The Cutting Edge, спроектированная компанией Si Applied и изготовленная из шеффилдской стали.
Шеффилд очень сильно пострадал во время наводнения в 2007 году и холодной зимы 2010 года. Многие участки, на которых расположены достопримечательности, например, Мидоухолл и Шеффилд Уэнсдей, были затоплены из-за близости к рекам, протекающим по территории города. С 2012 года между городским советом и жителями обсуждается судьба более чем 36 тысяч растущих вдоль автодорог деревьев, из которых 4 тыс. были срублены в рамках благоустройства городских улиц. Планировалось, что в ходе дальнейшего благоустройства будут восполнены новыми насаждениями вырубленные вдоль автодорог по всему городу деревья, в том числе вырубленные ранее, вместо которых не было высажено новых.

## Управление

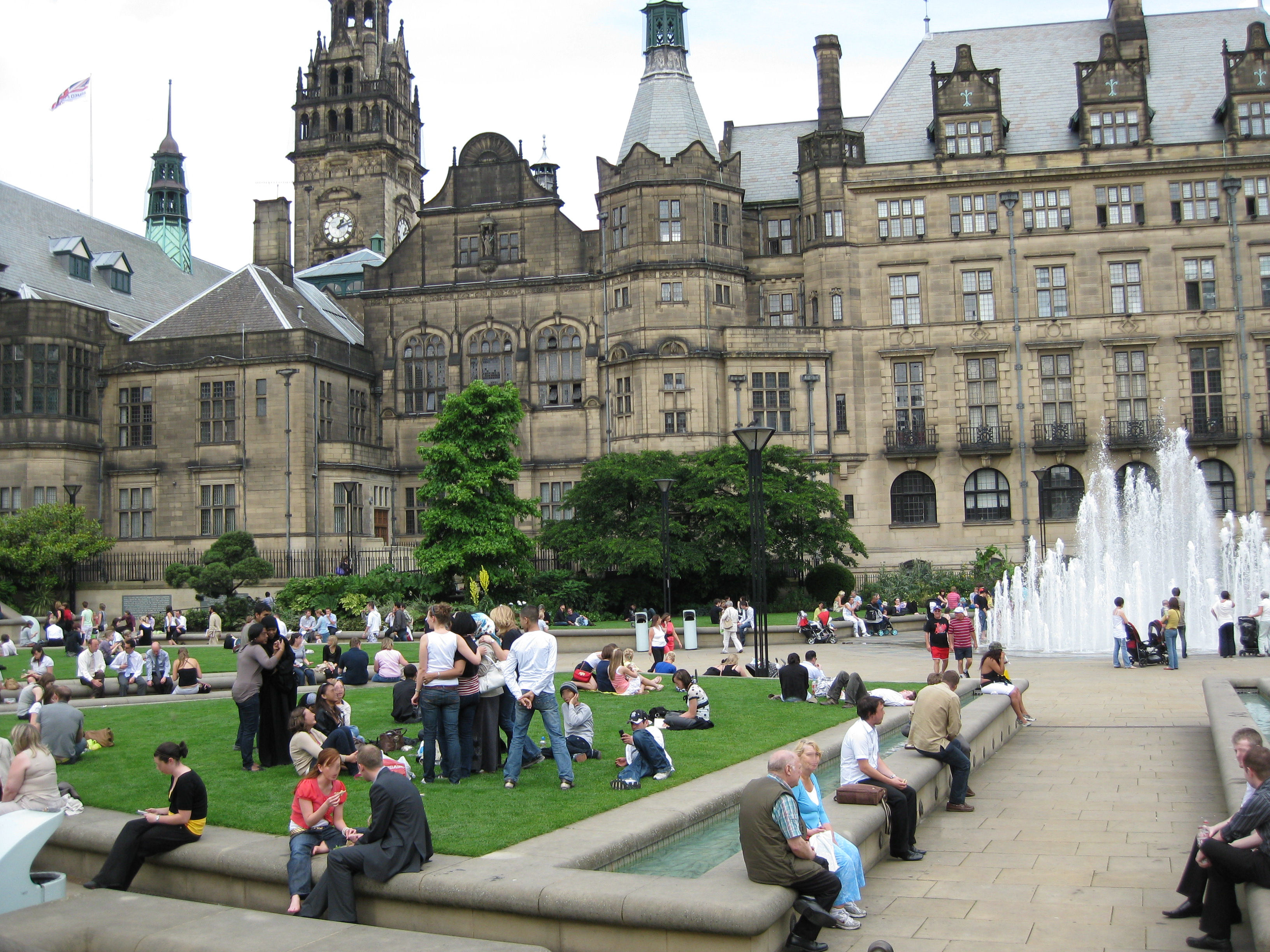
Здание муниципалитета Шеффилда, рядом с Сад мира (Шеффилд), является примером неоготической архитектуры викторианской эпохи.

Шеффилд управляется на местном уровне Городским советом Шеффилда. Он состоит из 84 членов представляющих 28 избирательных округов города — по 3 члена совета от каждого района. После выборов 2016 года места между политическими партиями разделены следующим образом: лейбористы — 56, либеральные демократы — 20, Партия зелёных — 4, Партия независимости — 4. В городе так же есть лорд-мэр, который сейчас имеет в основном только церемониальных функции, хотя раньше этот пост имел значительную власть и исполнительную власть над финансами и делами городского совета.
Большую часть своего существования Городской совет Шеффилда контролируется лейбористами и известен своими «левыми» симпатиями. В 1980-х годах, когда городской совет возглавлялся Дэвидом Бланкеттом, район получил эпитет «Социалистическая республика Южного Йоркшира». Тем не менее с 1999 по 2001 и с 2008 по 2011 годы совет контролировался либеральными демократами.
Большинство учреждений, находящихся в собственности городского совета, управляются благотворительными фондами. Sheffield International Venues руководит многими спортивными и досуговыми заведениями, включая стадион «Шеффилд Арена» и Английский институт спорта. «Фонд галерей и музеев Шеффилда» и «Фонд промышленных музеев Шеффилда» заботятся о галереях, музеях и культурном наследии времён Промышленной революции, принадлежащих городскому совету.
Город представляют 5 членов парламента в Палате общин, шестой член парламента от Пенистона и Стокбриджа представляет Шеффилд и Барнсли. Бывший заместитель премьер-министра Ник Клегг был членом парламента от Шеффилда и представлял Шеффилд Холлэм.

## География
Город находится прямо напротив города Ротерем, от которого отделён главным образом автомагистралью M1. Хотя муниципальный район Барнсли также граничит с Шеффилдом с севера, сам городок находится на расстоянии 19 километров. Южные и западные окраины города граничат с Дербиширом; в первой половине XX века Шеффилд расширил свои границы на юг в Дербишир, присоединив несколько деревень, среди которых Тотли, Доур и район, известный сейчас под названием посёлок Мосборо. Прямо на западе от города начинается национальный парк Пик-Дистрикт и Пеннинские горы.
Шеффилд очень географически разнообразен, будучи расположенным на природном амфитеатре, образованном несколькими холмами и слиянием пяти рек: Дона, Шифа, Ривелина, Локсли и Портера. По существу большая часть города построена на склонах холмов с видом на центр города или на загородную местность. Самая низкая точка находится на отметке 29 метров над уровнем моря и расположена около Блекберн Мидоуз, в то время как некоторые части города располагаются на высоте более 500 метров над уровнем моря; наивысшей точка — на высоте 548 метров над уровнем моря — находится на Хай Стоунз, что около Марджери Хилл. Тем не менее 79 % жилых зданий города расположены между 100 и 200 метрами над уровнем моря.
По расчётам в городе около 4,5 млн деревьев, что больше на одного человека, чем в любом другом городе Европы. По заявлению Городского совета, Шеффилд является самым зелёным городом Англии, что подтвердилось в 2005 году, когда город победил в конкурсе Entente Florale. На территории города 170 лесных массивов (общей площадью 28,3 км²), 78 общественных парков (18,3 км²) и 10 городских садов. Вместе с 134,7 км² земель национальных парков и 10,9 км² водоёмов получается, что 61 % городской территории являются зелёной зоной. Вопреки этому около 64 % шеффилдских домохозяйств расположены на расстоянии более 300 метров от ближайшей к ним зелёной зоны, хотя в многочисленных пригородах дело обстоит лучше. С 2012 года идут дебаты между городским советом и жителями о судьбе 36 тыс. городских деревьев вдоль автомагистралей, 2 тыс. из которых уже срублены в октябре 2015 года, в рамках реализации программы улучшения дорожной сети «Streets Ahead», на которую выделено 2 млрд фунтов.
Шеффилд также предлагает большое разнообразие сред обитания, выгодно отличаясь в этом от любого другого города в Соединённом Королевстве: город, парки и леса, сельскохозяйственные и пахотные земли, низины, болота и источники пресной воды. В городе шесть участков объявлены в качестве имеющих особое научное значение.
Современные границы города были установлены в 1974 году (и незначительно изменены в 1994), когда город-графство Шеффилд объединился с городским округом Стоксбридж и двумя приходами сельского округа Уортли. Эта площадь включает значительную часть сельской местности вблизи урбанизированной территории. Шеффилд приблизительно на треть находится на территории Национального парка Пик-Дистрикт. Ни один другой английский город не имел в своих границах части национального парка до создания в марте 2010 года Национального парка Саут-Даунс, часть которого лежит в пределах города Брайтон-энд-Хов.

### Климат
Как и в остальном Соединённом Королевстве климат в Шеффилде умеренный. Пеннинские горы на западе от города могут создавать прохладные, унылые и влажные окружающие условия, но также они предоставляют защиту от господствующих западных ветров, создавая в районе лишь «тень дождя». Между 1971 и 2000 в Шеффилде выпадало в среднем 824,7 мм дождя в год; декабрь был самым влажным месяцем 91,9 мм, а июль самым сухим с 51 мм. Июль также был самым жарким месяцем со средней максимальной температурой 20,8 градусов Цельсия. Средняя минимальная температура в январе и феврале была 1,6 °C, хотя самая низкая температура зафиксированная в эти месяцы была между −10 и −15 °C, хотя с 1960 года температура ни разу не опускалась ниже −9,2 °C, предполагается что урбанизация вокруг метеорологической станции Вестон-Парк во второй половине XX века препятствует снижению температуры ниже −10 °C.
Самой холодной температурой зафиксированной в последние годы была −8,2 °C. При этом согласно официальной статистике метеорологической станции Вестон-Парк, которую можно посмотреть в Шеффилдской центральной библиотеке (англ.), самой холодной была температура −8,7 °C, зафиксированная 20 декабря, и ставшая самой холодной в декабре с 1981 года.
Самой холодной температурой, когда-либо вообще зафиксированной в Шеффилде в Вестон-Парке, начиная с 1882 года, было −14,5 °C в феврале 1895 года.
В среднем в зимние месяцы с декабря по март бывает до 67 дней, в течение которых случаются заморозки на почве.
| Показатель                 | Янв. | Фев. | Март | Апр. | Май  | Июнь | Июль | Авг. | Сен. | Окт. | Нояб. | Дек. | Год   |
| -------------------------- | ---- | ---- | ---- | ---- | ---- | ---- | ---- | ---- | ---- | ---- | ----- | ---- | ----- |
| Средняя температура, °C    | 4,4  | 4,4  | 6,6  | 8,7  | 11,8 | 14,7 | 16,9 | 16,5 | 14,0 | 10,5 | 7,0   | 4,6  | 10,0  |
| Норма осадков, мм          | 83,4 | 60,4 | 63,4 | 65,5 | 53,8 | 75,6 | 56,0 | 65,3 | 63,8 | 81,2 | 79,4  | 86,7 | 834,6 |
| Источник: Met Office, KNMI |      |      |      |      |      |      |      |      |      |      |       |      |       |

Метеорологическая станция Вестон-Парк, начавшая работу в 1882 году, является одной из старейших продолжающих работу метеорологических станций Соединённом Королевстве. Она регистрирует погоду более 125 лет, и отчёт за 2008 год показал, что климат в Шеффилде теплеет быстрее, чем в любой другой год, учитывая, что годы с 1990 по 2006 были наиболее жаркими за всю историю наблюдений. Совместно со Стокгольмским институтом окружающей среды Шеффилд развил углеродный след (на основе данных потребления 2004—2005 годов) в 5 798 361 тонн в год. Для сравнения углеродный след всего Соединённого Королевства составляет 698 568 010 тонн в год. Факторами с наиболее сильным влиянием являются: жилища (34 %), транспорт (25 %), потребление (11 %), частные службы (9 %), общественные службы (8 %), пища (8 %) и капитальные инвестиции (5 %). Городской совет Шеффилда участвует в компании 10:10.

### Территориальное деление
Шеффилд состоит из многих пригородов и окрестностей, многие из которых развились из деревень или сёл, поглощённых городом во время роста. Эти исторические районы по большей части игнорируются современным административным и политическим делением города; вместо них учреждены 28 избирательных округов, каждый из которых включает в себя 4—6 районов. Эти избирательные округа сгруппированы в 6 парламентских избирательных округов. В Шеффилде нет общин, но Брэдфилд и Экклсфилд имеют советы общин, а Стоксбридж — муниципальный совет.

## Население
Перепись населения Соединённого Королевства в 2001 году показала, что население Шеффилда составляет 513 234 человека, что на 2 % меньше, чем в 1991 году. Город является частью Шеффилдской агломерации, население которой составляет 640 720 человек. В 2011 году национальный состав населения Шеффилда включал 84 % белых (81 % белых британцев, 0,5 % белых ирландцев, 0,1 % цыган или ирландских путешественников, 2,3 % прочих белых), 2,4 % смешанной расы (1 % белые и чёрные карибцы, 0,2 % белые и чёрные африканцы, 0,6 % белые и азиаты, 0,6 % других смешанных), 8 % азиатов (1,1 % индусов, 4 % пакистанцев, 0,6 % бангладешцев, 1,3 % китайцев, 1,0 % прочих азиатов), 3,6 % чёрных (2,1 % африканцы, 1 % карибцы, 0,5 % прочие чёрные), 1,5 % арабов и 0,7 % прочего этнического происхождения. По религиозной принадлежности 53 % жителей являются христианами, 6 % мусульманами, 0,6 % индуистами, 0,4 % буддистами, 0,2 % сикхами, 0,1 % иудеями, 0,4 % исповедуют прочие религии, 31 % не исповедуют никакой религии, и 7 % не указали свою религию. Крупнейшей возрастной группой являются 20-24-летние (9 %) благодаря большой численности студентов университета.
Население Шеффилда достигло пика в 1951 году (577 050 жителей) и с тех пор неуклонно снижалось. Однако по оценке середины 2007 года население составляло 530 300 человек, а к 2011 году достигло 551 800 человек, что составило 7,4 % прироста за десятилетие.
Официально обладая статусом сити, неформально Шеффилд известен как «самая большая деревня Англии» из-за сочетания топографической изоляции и демографической стабильности. Город относительно географически изолирован, будучи отрезанным от других местностей кольцом холмов. Местный фольклор утверждает будто Шеффилд, как Рим, построен на семи холмах. Земли окружающие город непригодны для промышленного использования, и сейчас включают несколько защищаемых районов зелёного пояса. Эти топографические факторы служат ограничением расширению города, результатом чего является стабильное количество жителей и низкая степень мобильности населения.
В 1956 году Хант писал: «Современный Шеффилд, процветающий промышленный город с более чем полумиллионным населением и мировой репутацией, всё ещё сохраняет многие из характерных особенностей присущих маленьким рыночным городкам с пятью тысячами жителей, из которого он вырос за два с половиной века.» Опрос 1970 года подтвердил характеристику данную Хантом: большее число шеффилдцев идентифицировали «домашнее пространство» с Шеффилдом, чем жители других мест со своими городами, и гораздо больше шеффилдцев выразили нежелание покидать свой город, чем жители других мест свои города. Последнее, как было отмечено при анализе результатов опроса, наиболее полно характеризует чувство «маленького городского или сельского поселения, чем большого города-графства», полученного опросом.

## Экономика

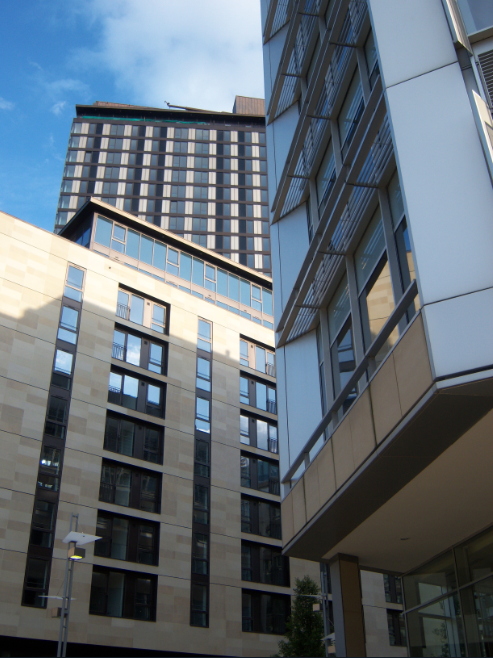
Сент-Полз Плейс, 2010. Башня Сент-Полз, высочайшее здание в Шеффилде, в центре.

После многих лет упадка экономика Шеффилда начала уверенно восстанавливаться. В 2004 году исследование финансового планирования банка Barclays показало, что в 2003 году шеффилдский избирательный округ Холлэм был на втором месте после Лондона по совокупному благосостоянию, а доля людей, зарабатывающих более £60 тыс. в год составила почти 12 %. Исследование проведённое консалтинговой компанией Knight Frank показало, что во второй половине 2004 года Шеффилд был наиболее быстрорастущим городом после Лондона по коммерческой и жилой недвижимости и съёмному жилью. Это заметно по темпам реконструкции комплекса зданий Сент-Полз и прилегающего квартала Сент-Полз Плейс, возведения масштабного комплекса зданий смешанного использования Velocity Village и реконструкции района Мур, появлению квартала розничной торговли, завершению строительства Зимнего сада, Сада мира, Галерей тысячелетия и других проектов агентства по городскому обновлению Sheffield One. Экономика Шеффилда выросла с £5,6 млрд в 1997 году (GVA) до GB£9,2 млрд в 2007 году.
В отчёте «UK Cities Monitor 2008» Шеффилд был помещён среди «10 лучших городов для расположения бизнеса сегодня», город занимает третье и четвёртое места по лучшему расположению офисов и лучшему расположению новых колл-центров, соответственно. В этом же отчёте Шеффилд на 3 месте благодаря «зелёной репутации» и второй по наличию финансового стимулирования.

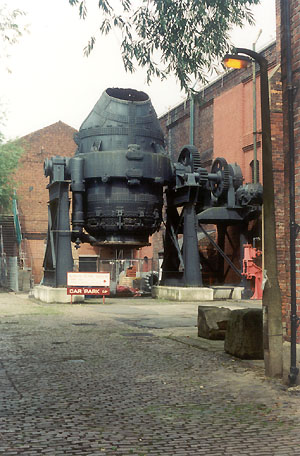
Бессемеровский конвертер в Музее острова Келэм.

Город имеет международную известность как центр металлургии и производства стали. Многие открытия в этой отрасли были сделаны именно в Шеффилде, например, Бенджамин Гентсман изобрёл тигельный способ литья стали в 1740-х годах в своей мастерской в Хендсуорте. Этот способ производства остался в прошлом с изобретением Генри Бессемера, предложившего получать сталь методом конвертирования. Томас Боулсовер изобрёл шеффилдское плакирование (покрытие меди серебром) в начале XVIII века. Промышленный способ производства нержавеющей стали был разработан Гарри Брирли в 1912 году и усовершенствован 1960—1980-х годах трудами Пикеринга и Глэдмена, ставших основополагающими для современного производства высокопрочных низколегированных сталей. Инновации продолжается с поиском новых перспективных технологий и техник, разрабатываемых в Парке перспективных технологий шеффилдскими университетами и другими независимыми исследовательскими организациями, среди резидентов которого Исследовательский центр перспективных технологий (англ. Advanced Manufacturing Research Centre, AMRC, совместное предприятие Boeing и Шеффилдского университета), Castings Technology International, Британский институт сварки, William Cook Group.
Компания Sheffield Forgemasters, основанная в 1805 году, — единственный, остающийся независимым, сталелитейный завод в мире[уточнить] и господствует[уточнить] на северо-востоке Шеффилда в Долине нижнего Дона. Компания имеет всемирную репутацию в производстве крупнейших и наиболее сложных стальных поковок и отливок[уточнить] и сертифицирована на право производства критических деталей ядерных реакторов, включая недавний проект постройки подводных лодок типа «Астьют» для ВМФ Великобритании. Компания также обладает производственными мощностями для выплавки самых больших одиночных слитков (570 тонн) в Европе и продолжает наращивать свои возможности.
Наряду с производством чугуна и стали, также большую роль играет добыча угля, в частности в отдалённых районах, а Вестминстерский дворец в Лондоне построен с использованием известняка из карьеров в районе деревни Энстон. Среди других рабочих мест — колл-центры, муниципалитет, университеты и больницы.

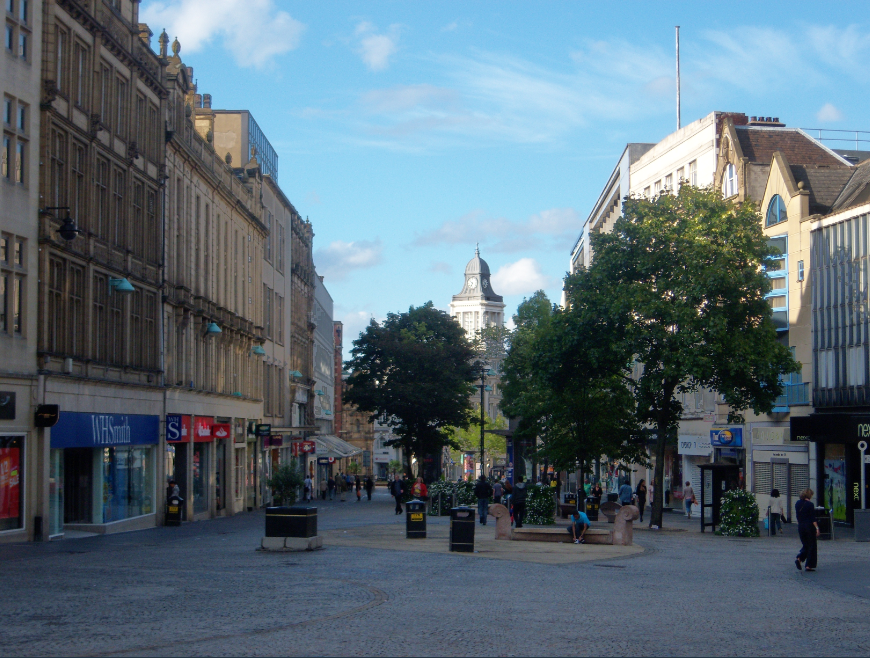
Торговый район Фаргейт

Шеффилд — крупный центр розничной торговли, основными торговыми районами города являются окрестности Мура, Фаргейт, Орчард-скуэр и Девоншир-куотер. В центре города находятся универмаги John Lewis (англ., Marks & Spencer, Atkinsons и Debenhams. Центральным рынком города был Касл-маркет, построенный возле останков замка, но он будет снесён. В 2013 году открыт рынок в районе Мур. Торговыми районами за пределами городского центра являются загородные торгово-развлекательные центры Мидоухолл и Кристал-пикс, торговые центры на улицах Эклзолл-роуд, Лондон-роуд, в районах Хиллсборо и Фёрт-парк. В исследовании 2010 года, посвящённом прогнозированию траты денег покупателями в торговых центрах Соединённого Королевства, Мидоухолл занял 12-е место, а городской центр Шеффилда) — 19-е место.
В Шеффилде работает районная энергетическая система, которая утилизирует городские твёрдые бытовые отходы путём сжигания и преобразования энергии от сжигания в электричество. Она также снабжает город горячей водой, распределяемой более чем по 40 километрам трубопроводов под городом по двум сетям водоснабжения. Эти сети поставляют тепло и горячую воду многим зданиям в городе. Среди них не только кинотеатры, больницы, магазины и офисы, но также и университеты (Университет Шеффилд-Холлэм и Шеффилдский университет), и жилая недвижимость. Энергия генерируемая мусоросжигательным заводом даёт 60 МВт тепловой энергии и до 19 МВт электроэнергии с каждых 225 тыс. тонн мусора.
В 2012 году был инициирован проект «Предпринимательской зоны региона Шеффилда» для содействия развитию бизнеса в городе и прилегающих регионах. В марте 2014 года предпринимательская зона была расширена ещё несколькими городами.

## Транспорт

### Национальные и международные поездки

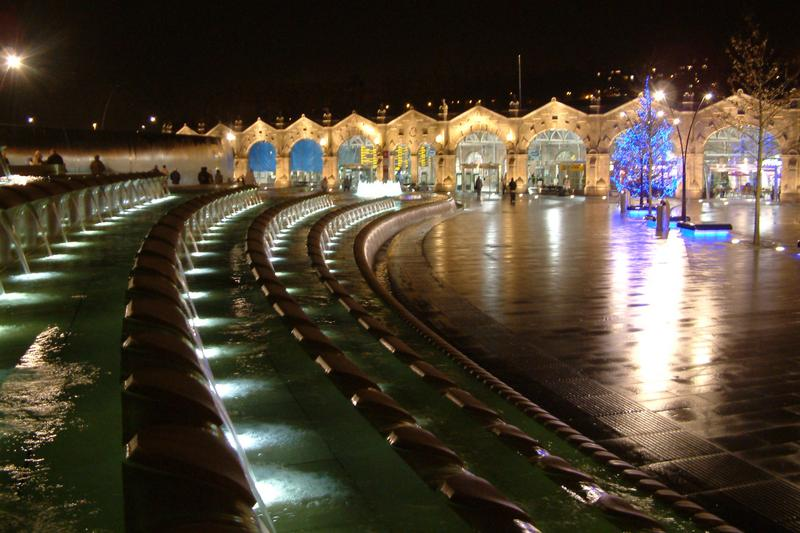
Шеффилдский вокзал

#### Автодороги
Шеффилд соединён с национальной сетью автодорог через автомагистрали M1 и M18. Автомагистраль M1 окаймляет северо-восток города, соединяя Шеффилд с Лондоном на юге и Лидсом на севере, и пересекает виадук Тинсли около Ротерема. Автомагистраль M18 ответвляется от M1 поблизости от Шеффилда, соединяя город с Донкастером, аэропортом имени Робин Гуда и портами на реке Хамбер. Автодорога Шеффилд Паркуэй соединяет центр города с различными автомагистралями.

#### Железные дороги
Основные железнодорожные маршруты, проходящие через железнодорожную станцию Шеффилд, включают: линию Мидленд Мейн, соединяющую город с Лондоном через Ист-Мидлендс; линию Кросс Кантри Роут, соединяющую восток Шотландии и северо-восток Англии через Вест-Мидлендс с юго-западом Англии; линии соединяющие Ливерпуль и Манчестер с Халлом и Восточной Англией. С окончанием реконструкции лондонской станции Сент-Панкрас, Шеффилд получил прямое сообщение с континентальной Европой. Железнодорожная компания East Midlands Trains обслуживает поезда до Сент-Панкрас, а компания Eurostar — поезда с Сент-Панкрас до Франции и Бельгии. Экспресс Master Cutler ходит от Шеффилдского вокзала до лондонского Сент-Панкрас, обеспечивая прямое сообщение со столицей.
В октябре 2010 года парламент объявил, что Шеффилд будет включён в предлагаемый маршрут 2-й высокоскоростной железной дороги, соединяющей север Англии с Лондоном. Согласно плану через Шеффилд и Лидс будет проходить одна линия, которая будет соединяться с линией до Манчестера около Бирмингема. Конечной станцией предполагается Юстонский вокзал в Лондоне. Движение поездов начнётся через центральную станцию Шеффилда с 2033 года. Через станцию будет проходить 4 поезда в час, время поездки до Лондона сократится до 1 часа 19 минут, а до Бирмингема — до 48 минут.
Помимо East Midland Trains железнодорожные перевозки осуществляют компании CrossCountry, First TransPennine Express и Northern. Кроме главного железнодорожного вокзала в Шеффилде есть ещё 5 станций. Мидоухолл Интерчейндж — автобусный, железнодорожный и трамвайный узел, вторая по величине станция, предоставляющая множество услуг, в том числе поезда дальнего следования компании CrossCountry. Станции Доур и Тотли, Вудхаус, Чеплтаун, Дарнал работают как станции пригородного железнодорожного сообщения, но также имеют сообщение с общенациональной сетью железных дорог.

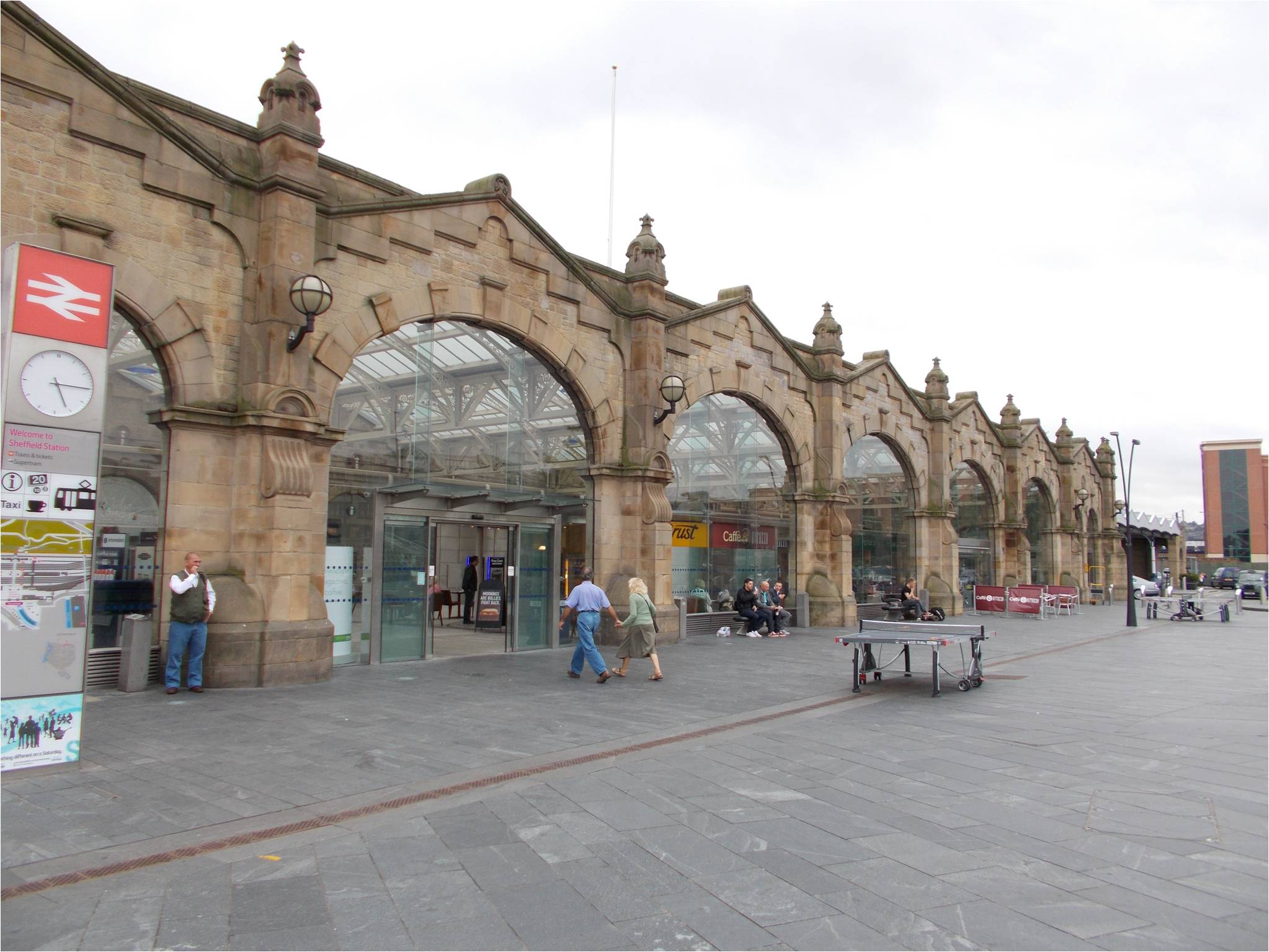
Железнодорожный вокзал Шеффилда, 2013 год

#### Междугородный автобус
Междугородные автобусные перевозки в Шеффилде осуществляются компанией National Express и в меньшей степени компанией Megabus (входящей в Stagecoach Group). Автобусы National Express отправляются с автовокзала Шеффилд Интерчейндж, станций Мидоухолл Интерчейндж и Мидоухеад Бас Стоп. Автобусы Megabus отправляются только с Мидоухолл Интерчейндж. National Express обслуживают маршруты 564, 560, 350, 320, 310 и 240, проходящие через Шеффилд, а также и другие, но реже. Автобусы 560/564 едут прямиком до лондонского автовокзала Виктория Коач Стейшн через Честерфилд и Милтон-Кинс, отправляясь 12 раз в день в обоих направлениях. Автобусы 350 и 240 соединяют Шеффилд с аэропортом Манчестера и лондонскими Хитроу и Гатвик соответственно. Два автобуса, M12 и M20, обслуживаемых Megabus, заходят в Шеффилд по пути в Лондон из Ньюкасла и Инвернесса соответственно.

#### Водные пути
Шеффилдское и Южно-Йоркское судоходство — система судоходных внутренних водных путей (каналов и канализированных рек) в Йоркшире и Линкольншире. В большей части основанный на русле реки Дон канал имеет протяжённость 69 км и 29 шлюзов. Он соединяет Шеффилд, Ротерем и Донкастер с рекой Трент у деревни Кидбай и посредством канала Нью Джанкшн с Эрским и Колдерским судоходством.

#### Авиасообщение
После закрытия аэропорта Шеффилд-сити в 2008 году ближайшим к городу является аэропорт Донкастер-Шеффилд, который расположен в 29 км и менее чем в 40 минутах езды от центра города. Он действует на месте бывшего аэродрома военной авиабазы) британских ВВС, располагавшейся в деревне Финнингли. Аэропорт Донкастер-Шеффилд открыт 28 апреля 2005 года и обслуживает в основном чартерные и бюджетные авиалинии. Аэропорт обслуживает около 1 млн пассажиров в год.
Новая дорога, которая откроется в январе 2016 года, соединит аэропорт Донкастер-Шеффилд с автомагистралью M18, уменьшив время в пути от центра Шеффилда с 40 до 25 минут.
Аэропорт Ист-Мидлендс находится в часе езды от Шеффилда, а до Манчестерского аэропорта ежечасно ходит прямой поезд.

### Местные поездки

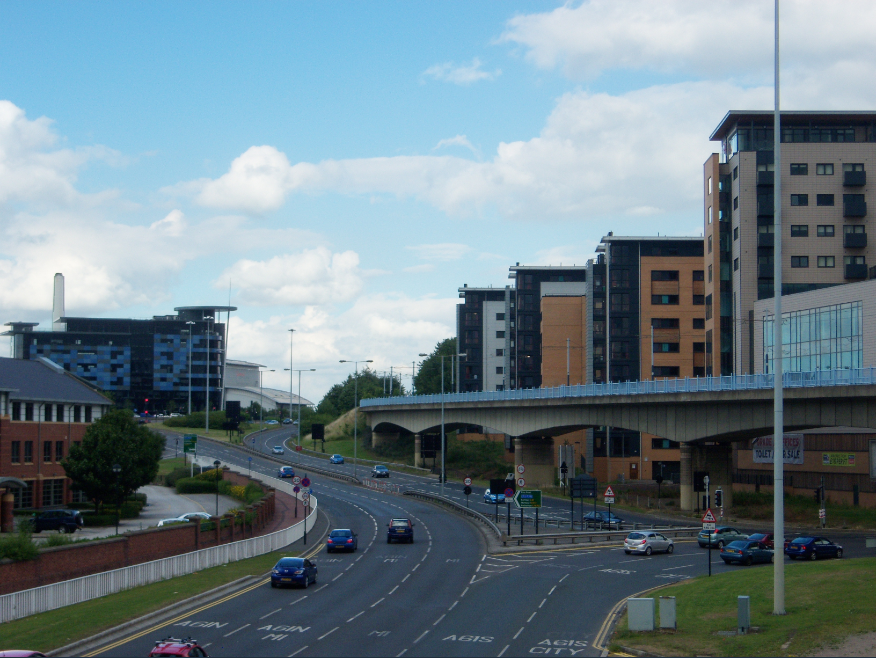
Шеффилд Паркуэей оканчивается на Парк-скуэр. Другой конец соединяется с автомагистралью M1 на Перекрёстке 33.

Дороги A57 и A61 являются основными автомагистралями в Шеффилде. Они расположены с востока на запад и с севера на юг, соответственно, и пересекаются в центре города, откуда в радиальных направлениях отходят другие основные дороги.
Внутренняя кольцевая автодорога, в основном сооружённая в 1970-х годах и дополненная в 2007 году до полного кольца, позволяет транспорту объезжать центр города, а Внешняя кольцевая автодорога расположена на восточной, юго-восточной и северной окраине города, но не достроена на западе Шеффилда.
Шеффилд не имеет такой обширной пригородной и внутригородской железнодорожной сети как другие сопоставимые британские города. Тем не менее существует несколько пригородных железнодорожных маршрутов, проходящих по городским долинам и за пределы города, и соединяющих с его с другими местами Южного Йоркшира, Западного Йоркшира, Ноттингемшира, Линкольншира и Дербишира. Среди этих местных маршрутов: Пенистон-лайн, Деарн-Вэлли-лайн, Хоуп-Вэлли-лайн и Холлем-лайн. Помимо основных железнодорожных станций Шеффилд и Мидоухолл, есть 5 пригородных станций в Чеплтауне, Дарнолле, Вудхаусе, Дронфилде и Доуре.

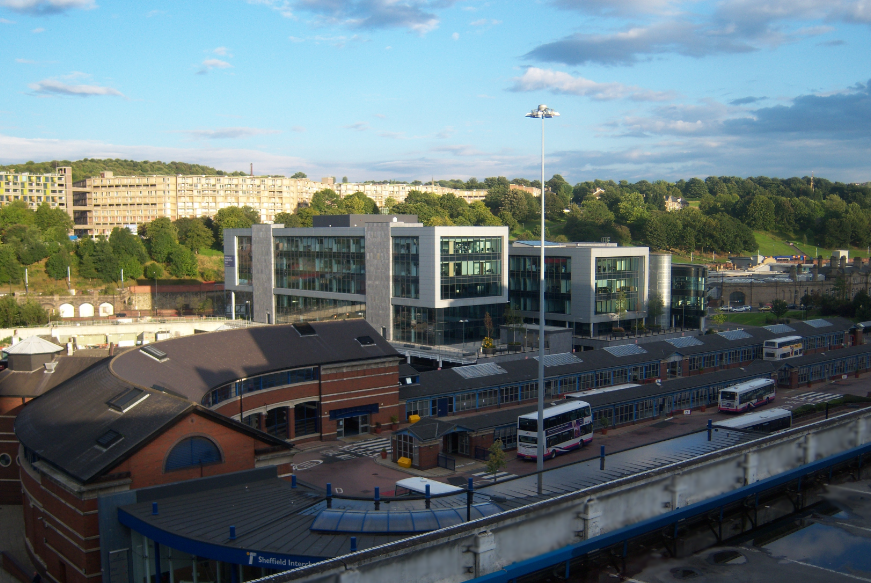
Шеффилд Интерчейндж

Система легкорельсового транспорта — Шеффилд Супертрам, эксплуатируемая компанией Stagecoach Group — построена вне связи с прежней трамвайной системой; открыта в 1994 году, вскоре после пуска подобной системы Метролинк в Манчестере. Железнодорожная сеть имеет протяжённость путей 60 км и состоит из 3 линий: от Хафуэя до Мэлин-бридж (синяя линия), от Мидоухолла до Миддлвуда (жёлтая линия), и от Мидоухолла до Хердингс-парк (фиолетовая линия). Все линии проходят через центр города. Рельсы Супертрама, в зависимости от части пути и линии, проложены как прямо по проезжей части, так и на выделенных участках.
Супертрам имеет важное значение в транспортном сообщении между северо-восточными районами Мидуохолл и Вэлли Центертейнмент и центром города. Поскольку Супертрам управляется компанией Stagecoach, система продажи билетов Супертрама интегрирована с системой продажи билетов на автобусы Stagecoach, благодаря чему пассажиры могут пересаживаться с одного вида транспорта на другой не покупая отдельного билета. Система будет расширена в 2017 году до станции Ротерем Паркгейт, с новыми железнодорожно-трамвайными составами, использующими традиционные железнодорожные рельсы на участке между Шеффилдом и Ротеремом.
Основной станцией внутригородского автобуса является Шеффилд Интерчейндж. Другие автостанции расположены в Хафуэе, Хиллсборо и Мидоухолле. Множество новых автобусных компаний появилось после снятие законодательных ограничений в 1986 году, хотя впоследствии их количество уменьшилось после серии слияний и поглощений.

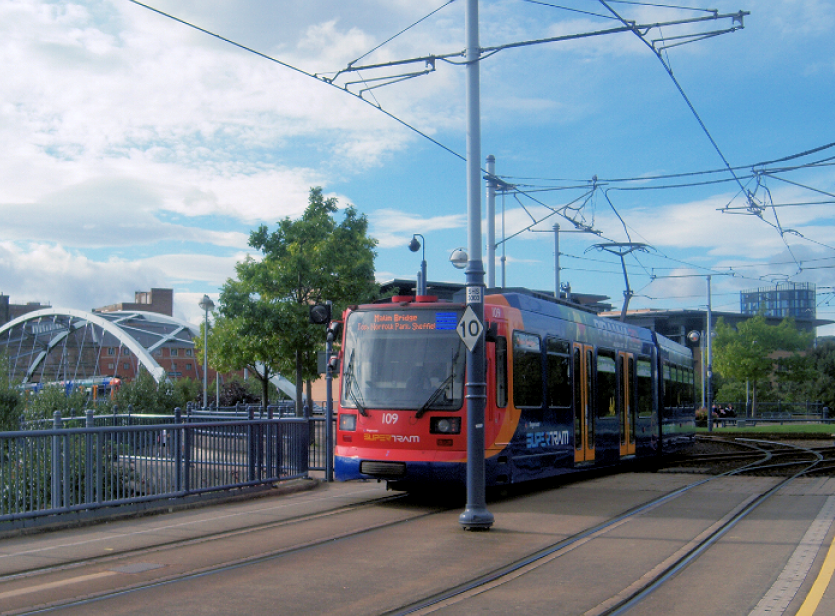
Шеффилдский Супертрам

В Шеффилде множество автобусных компаний: First South Yorkshire, Stagecoach Yorkshire, TM Travel, Hulleys of Baslow, Powells, G&J Holmes и Sheffield Community Transport. First South Yorkshire, до недавнего времени бывшая крупнейшей, в последние годы несколько раз поднимала стоимость проезда и ухудшила сервис, что привело к снижению пассажиропотока.. Недавно Stagecoach Sheffield получила контроль над компаниями Yorkshire Terrier, Andrews и Yorkshire Traction, сформировав единую компанию и расширяя автобусную сеть в городе. Результатом этого стала возросшая конкуренция и снижение цен на некоторых маршрутах. Бесплатный автобус «FreeBee» компании First South Yorkshire, ходивший с 2007 года по кольцевому маршруту в центре города от станции Шеффилд Интерчейндж, был отменён в 2014 году, что привело к снижению затрат городского бюджета на 8 млн фунтов.
В 2008 году Региональным транспортным комитетом Ассамблеи Йоркшира и Хамбера была утверждена схема скоростного автобусного транзита между Шеффилдом и Ротеремом. Планировалось два маршрута: один через Мидоухолл и Темплборо, другой через территорию строящегося бизнес-парка в Уэйверли.

#### Велосипедные дорожки
Для передвижения на велосипеде, несмотря на холмистый ландшафт, Шеффилд компактный и имеет несколько основных дорог. Город находится на Транспеннинском пути, части Национальной велодорожной сети, идущем с запада на восток от Саутпорта в Мерсисайде до Хорнси в Ист-Райдинг-оф-Йоркшире и с юга на север от Лидса в Западном Йоркшире до Честерфилда в Дербишире. Много велосипедных маршрутов проходят по сельским дорогам в лесах окружающих город.

## Образование

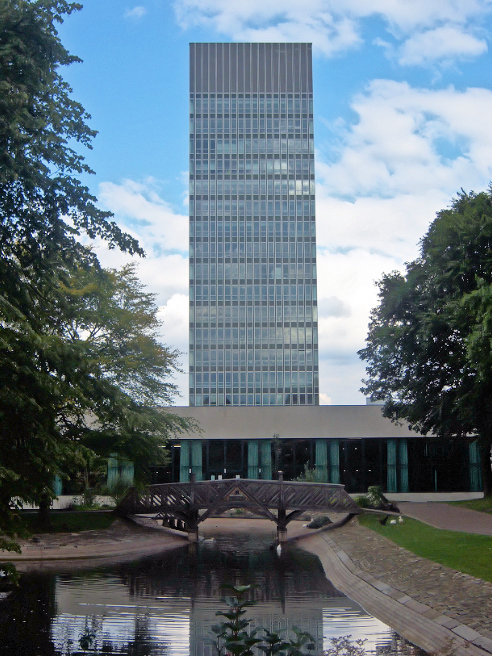
Здание Артс тауэр в кампусе Шеффилдского университета

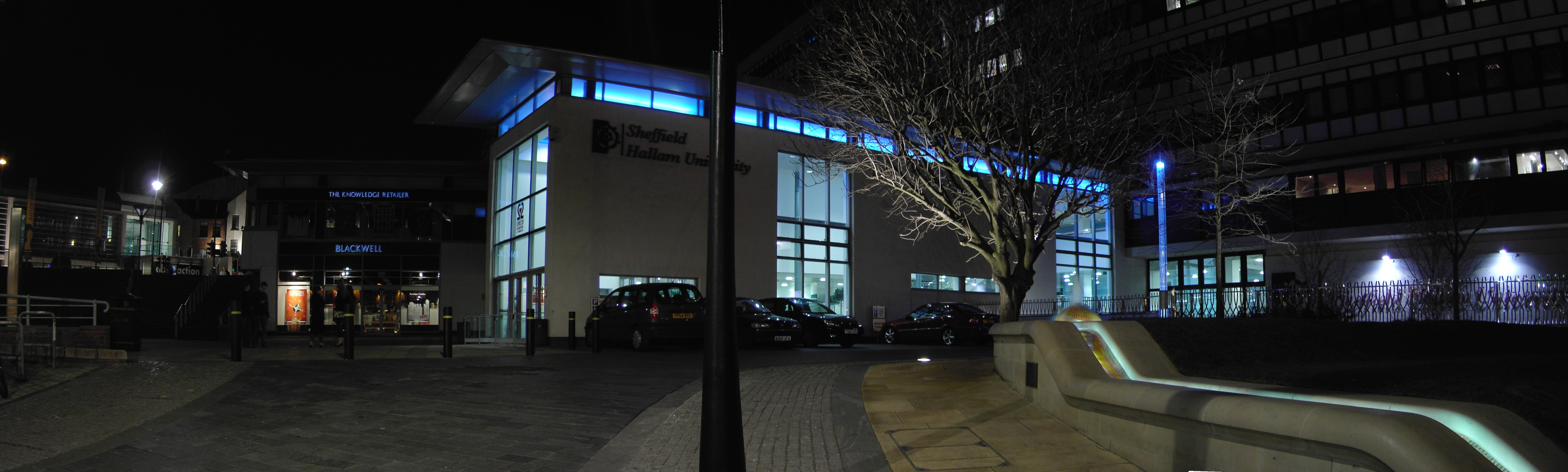
Холлем-скуэр ночью. In the centre is the modern entrance building to Sheffield Hallam University’s Owen Building, a large 1960s development. The area around the entrance building has in recent years been redeveloped into a pedestrianised amphitheatre shaped area known as Hallam Square.

### Университеты и колледжи
В Шеффилде расположены два университета: Шеффилдский университет и Университет Шеффилд Холлем. Совместно они привлекают в город около 65 тыс. студентов ежегодно.
Шеффилдский университет ведёт отсчёт своей истории с 1828 года, когда была основана Шеффилдская медицинская школа. В 1879 году открыт Колледж Фирта. В 1884 году начала свою деятельность Шеффилдская техническая школа. В 1897 эти три учебных заведения были объединены в Университетский колледж Шеффилда, который в 1905 году получил статус университета.
 Университет входит в группу британских университетов «Расселл». Шесть выпускников этого университета стали лауреатами Нобелевской премии в области химии и физиологии или медицины.
Университет Шеффилд Холлем имеет в Шеффилде два кампуса. Городской кампус расположен в центре города, рядом с Шеффилдским железнодорожным вокзалом, а Университетский кампус Кресцент на отдалении примерно в 3 километра, рядом с Экклзол-роуд на юго-западе Шеффилда. Университет третий по величине в Соединённом королевстве, обучая 37 000 студентов (4000 из которых — иностранцы), имея 4170 человек персонала и 747 учебных программ. История университета Шеффилд Холлем началась в 1843 году с основания Шеффилдской школы дизайна. В 1960-х годах несколько независимых колледжей (включая Школу дизайна) объединились в Шеффилдский Политехникум, с 1976 года — Шеффилдский городской политехникум, с 1992 года — Университет Шеффилд Холлем.
В Шеффилде есть три основных учебных заведения предоставляющих возможности дополнительного профессионального образования: Шеффилдский колледж, колледж Лонгли Парк Сикст Форм и Чеплтаун Академи. Шеффилдский колледж организован по федеративному принципу и изначально сформирован из 6 различных городских колледжей, затем осталось 4: Шеффилд Сити (изначально Касл) около центра города, Хиллсборо в северной части города, Нортон и Пикс на юге.

### Школьное и дошкольное образование
В городе 137 начальных школ, 26 средних школ, из которых 9 школ — подготовительные к поступлению в университет (англ. Sixth form). Также в городе имеется пять независимых частных школ, 12 специализированных школ. Все школы общедоступны, обучение смешанное для юношей и девушек, за исключением школы Sheffield High, которая является только женской. В ведении Службы дошкольного образования и заботы о детях Городского совета Шеффилда находятся 32 яслей и детских сада в городе.

## Спорт

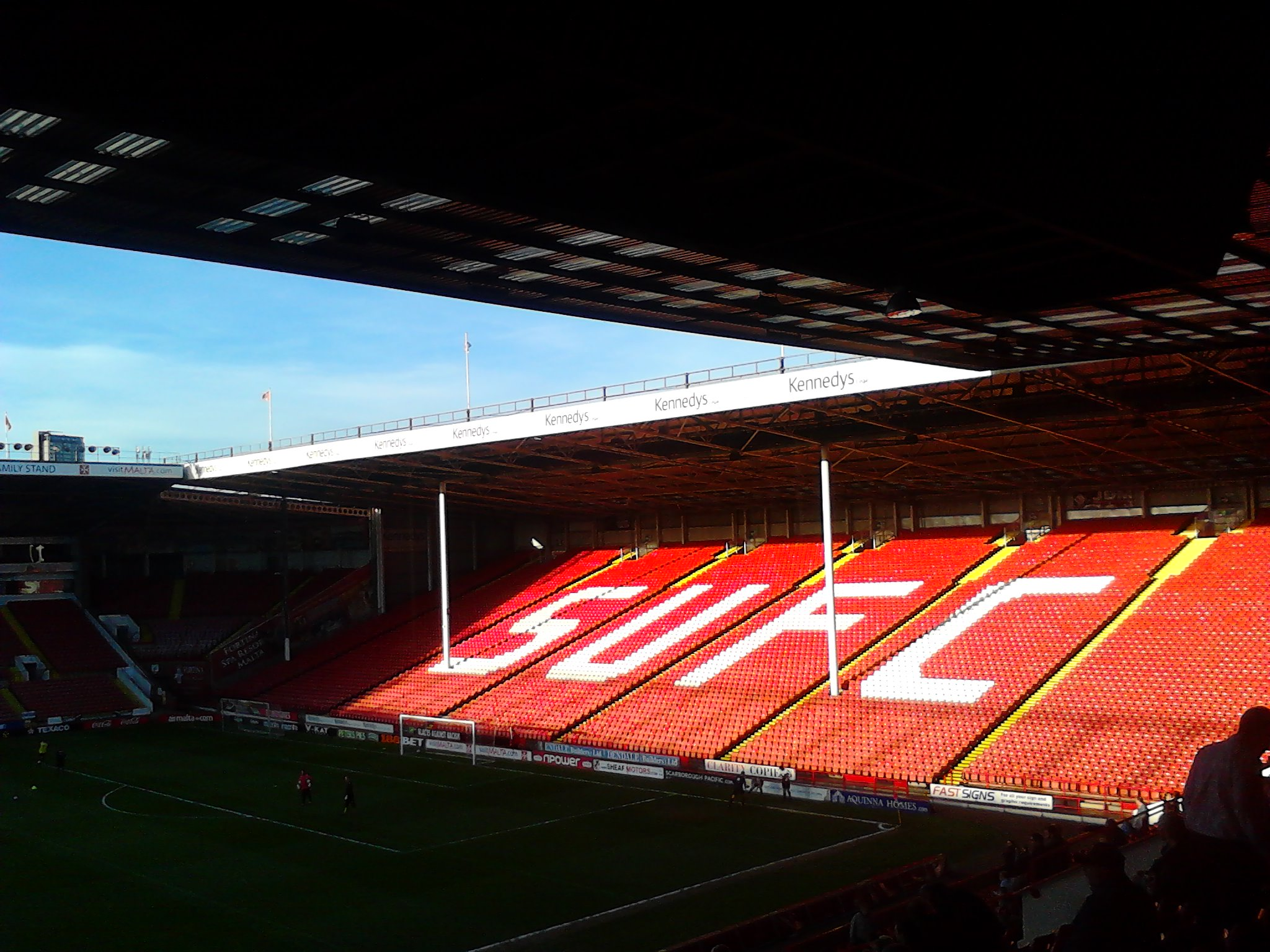
Брэмолл Лейн, домашний стадион «Шеффилд Юнайтед», расположен рядом с центром города

Шеффилд имеет давнюю спортивную историю. В 1857 году коллективом крикетистов был основан первый официальный футбольный клуб — «Шеффилд» — старейший в мире. В 1860 году был основан ещё один футбольный клуб — Hallam F.C., который играет на старейшем в мире футбольном стадионе Sandygate Road в Кросспуле, пригороде Шеффилда. «Шеффилд» сейчас тренируется за городом на стадионе в Дронфилде. Футбольное противостояние между этими двумя клубами стало известно как «Шеффилдское дерби»[en]. К 1860 году в городе было уже 15 футбольных клубов, городская футбольная лига и кубковые соревнования.

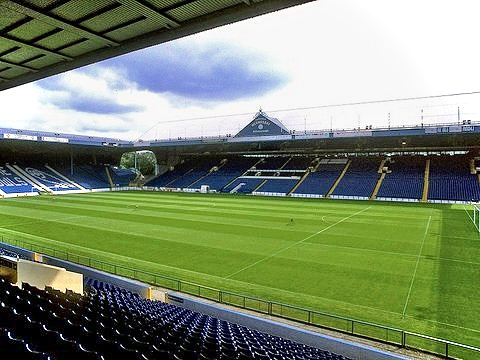
Хиллсборо, домашний стадион Шеффилд Уэнсдей, самый большой стадион города, вмещает до 40 000 зрителей

Сейчас из шеффилдских футбольных клубов наиболее известны «Шеффилд Юнайтед», известные в городе как Клинки (The Blades), и «Шеффилд Уэнсдей», известные в городе как Совы (The Owls). «Юнайтед», играющий на стадионе Брэмолл Лейн к югу от центра города, и «Уэнсдей», играющий на стадионе Хиллсборо на северо-западе города, играют в Чемпионате Футбольной лиги. В сезоне 2016/2017 «Юнайтед» будут играть в Лиге один после 6-летнего перерыва. Состязание этих двух клубов составляет Дерби Стального города, многими признаваемое самым упорным противостоянием в английском футболе. До Второй мировой войны оба клуба были очень успешны и являлись одними из лучших клубов страны: «Уэнсдей» становился чемпионом Футбольной лиги 4 раза (1902/03, 1903/04, 1928/29 и 1929/30), а «Юнайтед» 1 раз в сезоне 1897/98. В 1970-х и начале 1980-х оба клуба были в упадке: «Уэнсдей» играл с середины 1970-х в Третьем дивизионе, а «Уэнсдей» с 1981 года оказался в Четвёртом дивизионе. В 1984 году «Уэнсдей» вернулся в Первый дивизион, в 1991 году выиграл Кубок Футбольной лиги, в сезоне 1992/93 играл в Кубке УЕФА, и в этом же сезоне дошёл и до финала Кубка Футбольной лиги, и до финала Кубка Англии по футболу. «Юнайтед» и «Уэнсдей» были среди клубов-основателей Премьер лиги в 1992 году, но «клинки» вылетели из неё в 1994 году, а «совы» в 2000-м. В XXI веке оба клуба переживают упадок: «Уэнсдей» дважды вылетал в Первую лигу, «Юнайтед» такая же судьба постигла в 2011 году, несмотря на недолгое пребывание в Премьер-лиге в сезоне 2006/07. Новый собственник Шеффилд Уэнсдей Дейпхон Чансири поставил цель вывести клуб в Премьер-лигу, но пока это привело лишь к двум неудачам в плей-офф Первой лиги.

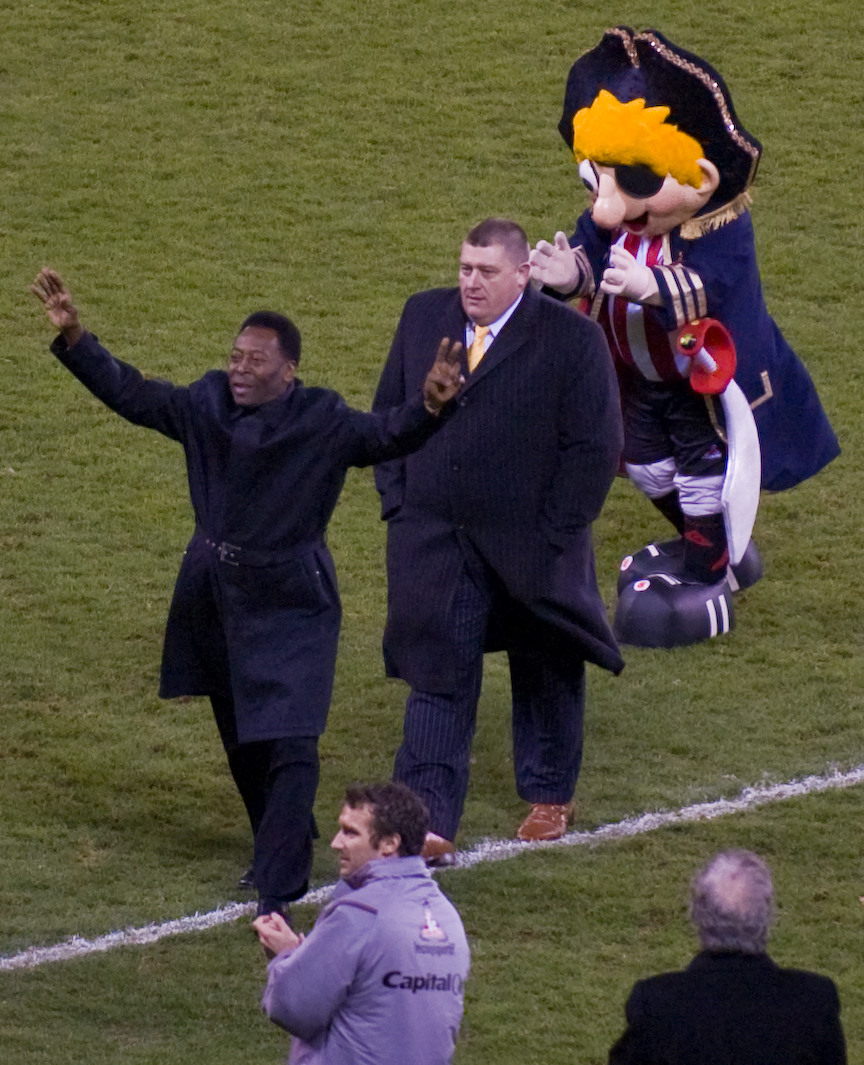
Пеле (слева) в Шеффилде в ноябре 2007 года, отмечает 150-летие старейшего футбольного клуба в мире, «ФК Шеффилд»

В 1989 году в Шеффилде на полуфинале Кубка Англии произошла самая масштабная давка за всю историю массовых спортивных мероприятий в Соединённом королевстве, оставшаяся в истории под названием трагедия на «Хиллсборо», в результате которой погибло 96 болельщиков «Ливерпуля», а всего пострадало 766 человек.
Футбольный клуб «Ротерем Юнайтед», играющий в Лиге один, проводил свои домашние матчи на шеффилдском стадионе «Дон Вэлли Стадиум» с 2008 по 2012 годы, после того как в 2008 году у клуба начались проблемы с землевладельцем родного стадиона «Миллмур Граунд» в Ротереме. В июле 2012 года клуб переехал обратно в Ротерем, но уже на новый стадион «Нью-Йорк» вместимостью 12 тыс. зрителей. На «Дон Вэлли Стадиум» есть оборудование для занятий гольфом, скалолазанием и боулингом, а также национальная ледовая арена «IceSheffield».
В Шеффилде есть команда по регбилигу Шеффилд Иглз, играющая на стадионе «Овлертон». Сейчас команда играет во Втором дивизионе Регбийной футбольной лиги Англии. Наиболее успешным для команды был 1998 год, когда она выиграла Кубок лиги. Однако затем у команды наступили тяжёлые времена, длившиеся до 2003 года, когда команда была реформирована. С тех пор она играет во Втором дивизионе. В 2011 году команда прошла в плей-офф, заняв в основном турнире 5-е место и дошла до финала. В 2013 году Шеффилд подавал заявку на принятие у себя Чемпионата мира по регбилигу, но заявка была отклонена.
Хоккейная команда города «Шеффилд Стилерс» («сталевары») играет в Британской элитной хоккейной лиге и тренируется на ледовой арене FlyDSA Arena, которая вмещает 8500 зрителей. Многие шеффилдские спортивные площадки были построены к Всемирным студенческим играм 1991 года, в том числе FlyDSA Arena и водный стадион Пондз Фордж. В Пондз Фордж базируется Шеффилдский городской плавательный клуб, соревнующийся в «Лиге Speedo». В последние годы в Пондз Фордж проводятся национальные чемпионаты по плаванию.

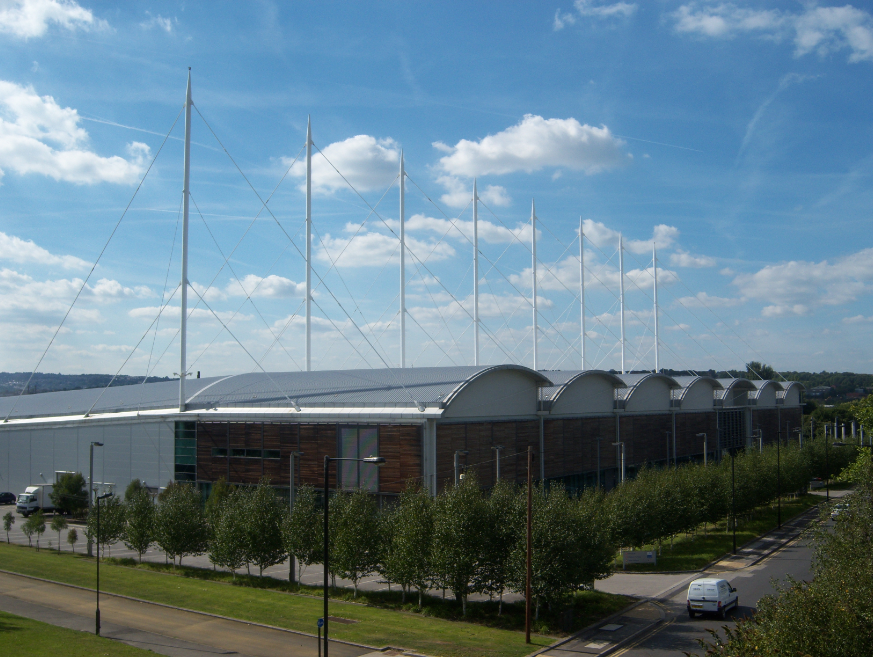
Английский институт спорта в Шеффилде

На этом стадионе проводился Чемпионат Европы по фигурному катанию 2012 года.
Начиная с 1977 года в городе ежегодно проводится Чемпионат мира по снукеру. Также здесь проводился снукерный турнир Pot Black Cup 2007.
В 2011 году в городе прошёл чемпионат Европы по фехтованию.
Главный приз американской Национальной хоккейной лиги, Кубок Стэнли, был изготовлен в 1892 году в Шеффилде.
В городе есть женская команда по роллер-дерби — Sheffield Steel Rollergirls.
Шеффилд принимал финиш 2-го этапа велогонки Тур де Франс 2014. По территории города проходило 4 км трассы до финиша, на которых располагался 9-й последний подъём этапа, имевший 4 категорию, под названием «Côte de Jenkin Road». Один балл по горной классификации на этом этапе заработал Крис Фрум из команды Team Sky. Подъём имеет длину 0,8 км со средним градиентом в 10,8 %. На этом этапе победил будущий победитель всей гонки — Винченцо Нибали из команды Astana Pro Team.

## Культура и достопримечательности
В 2010 году Шеффилд входил в финальный список кандидатов на звание первого «города культуры Соединённого Королевства», но победил город Дерри.

### Достопримечательности
Шеффилдская аллея славы в центра города чествует известных бывших и нынешних жителей Шеффилда, наподобие голливудского звёздного бульвара. В Шеффилде также было колесо обозрения, известное как Колесо Шеффилда, располагавшееся над торговым кварталом Фаргейт. Колесо обозрения разобрали в октябре 2010 года и перевезли в лондонский Гайд-парк. На Городской ферме Хили и в Грейвс Парке есть коллекции животных, полностью открытые для посещений публики.

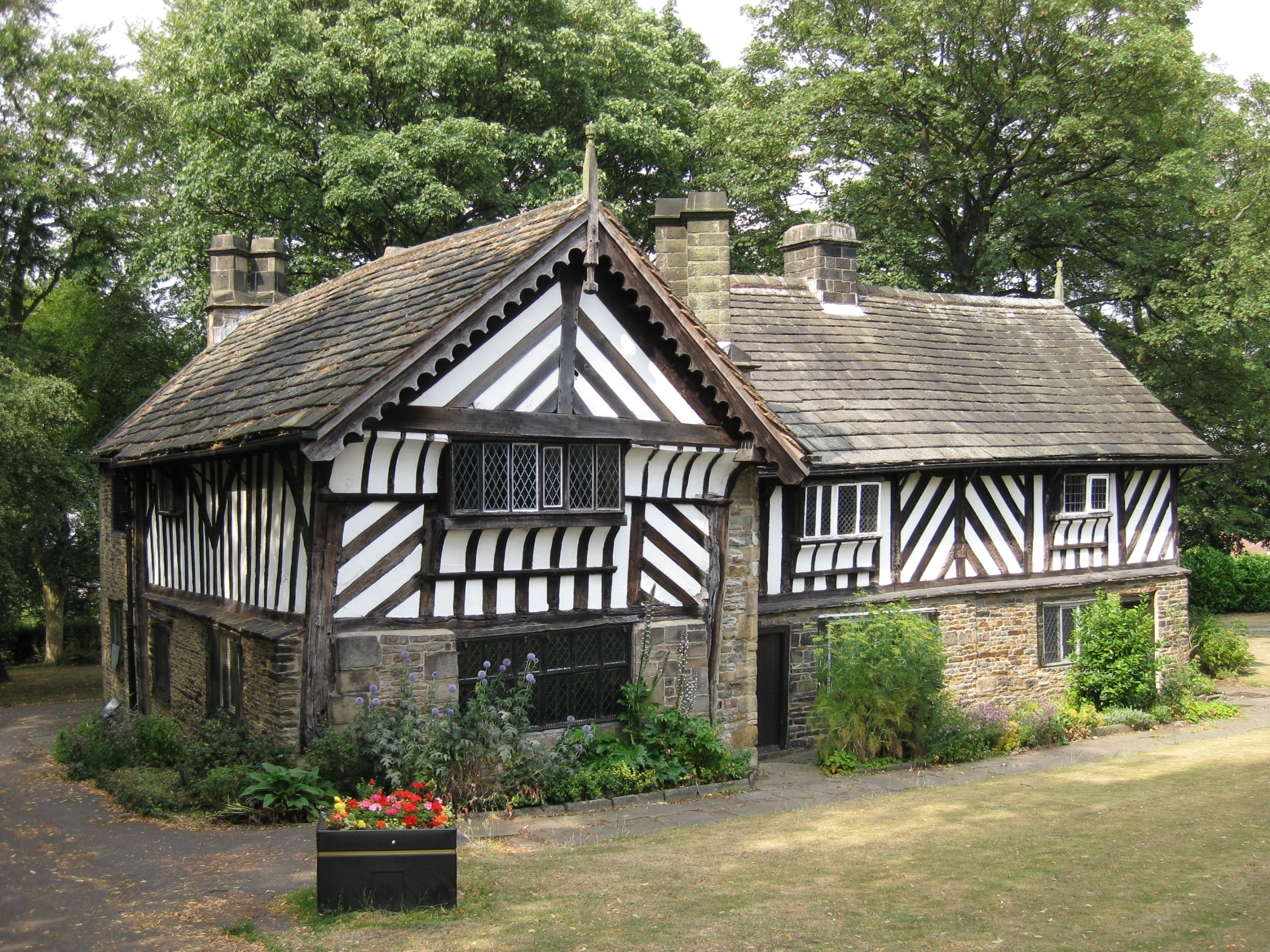
Дом епископов

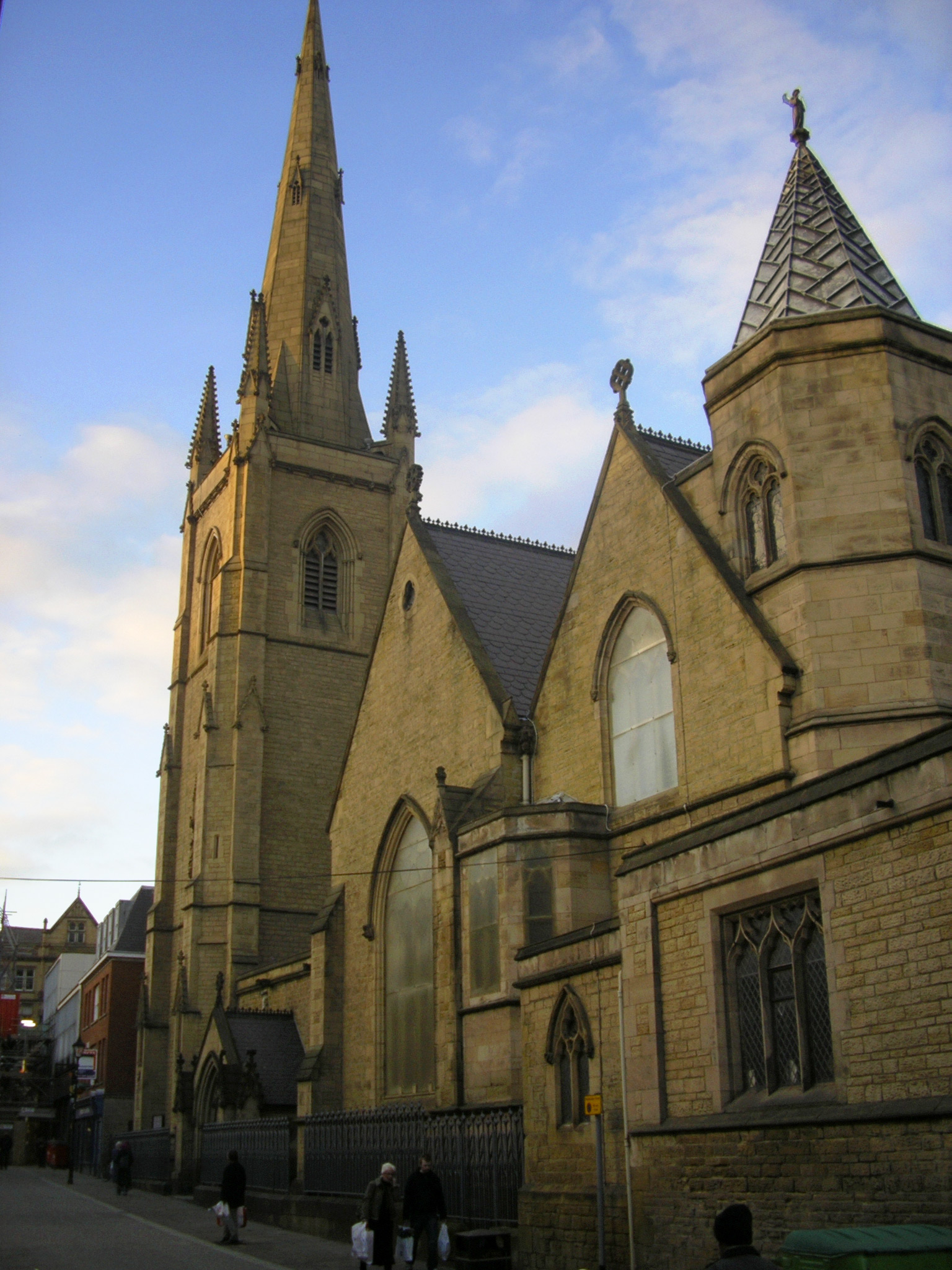
Шеффилдский кафедральный собор Святых Петра и Павла

Уэст-стрит — центральная улица города

В Шеффилде находится 1100 исторических памятников (включая целый Шеффилдский почтовый округ). Из них только 5 относятся к Категории I, 59 относятся к Категории II*, большинство остальных к Категории II. По сравнению с другими английскими городами в Шеффилде немного памятников Категории I, например, в Ливерпуле памятников этой категории 26 штук. Это обстоятельство было озвучено историком архитектуры Николасом Певснером, написавшем в 1959 году, что город «архитектурно ужасно разочаровывает», не обладая ни одним зданием постройки до XIX века.
В ноябре 2007 года Шеффилдские зимние сады получили награду «Great place» от Академии урбанистики Королевского института британских архитекторов за «выдающийся пример того как можно улучшить город сделать городские пространства привлекательными и как можно более доступными».
- Развалины Шеффилдского замка XIII в., в котором в 1571—1583 годах находилась в заключении Мария Стюарт:
- Замок герцога Норфолка
- Музей изящных искусств С.-Джорджа с художественно-промышленной школой, основанной Рёскиным в 1882 году; (уже не существует, коллекция в Галереях тысячелетия)
- Городской музей древностей и картинная галерея;
- Музей философского общества;
- Шеффилдская центральная библиотека[англ.];
- Firth college (высшая школа с тремя факультетами); (уже не существует)
- Ратуша Шеффилда;
- Центр Шеффилда и квартал Cultural Industries Quarter.
- Техническая школа.

### Средства массовой информации и кинематограф
В городе выходят две коммерческие газеты — Sheffield Star и Sheffield Telegraph, выпускаемые издательством Johnston Press. The Star выходит ежедневно с 1897 года; Sheffield Telegraph сейчас выходит еженедельно, издаётся с 1855 года.
В Шеффилде есть свой некоммерческий телевизионный центр Sheffield Live, который начал вещание 23 сентября 2014 года.
В 1984 году Шеффилд и его жители приняли участие в съёмках постапокалиптического псевдодокументального фильма «Нити» (англ. Threads), завоевавшего награды BAFTA.
В 1997 году вышел фильм «Мужской стриптиз», действие которого происходит в городе во времена упадка сталелитейной промышленности города.
Фестиваль документального кино Sheffield Doc/Fest проходит в городе ежегодно с 1994 года в кинотеатре Showroom Cinema, а в 2007 году в нём же прошла церемония вручения наград премии международной академии кино Индии. Кинотеатры Odeon Sheffield, Valley Centertainment, Curzon Cinemas, Vue Cinemas.
В 2009 году в Шеффилде проходили съёмки сериала «Это Англия ’86».

### Музыка

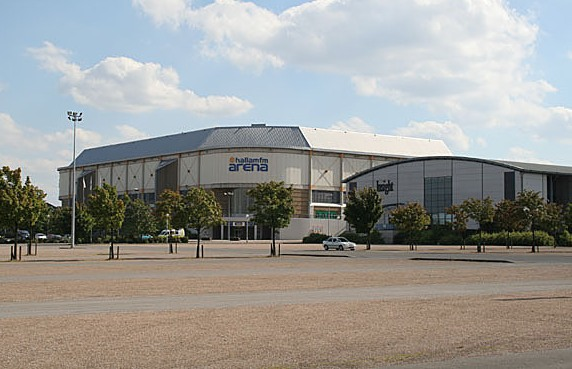
Sheffield Arena

Шеффилд является родиной для многих широко известных музыкальных коллективов и исполнителей, играющих в стиле синти-поп и другую электронную музыку. Среди них The Human League, Heaven 17, ABC и более близкие к стилю индастриал Cabaret Voltaire и Clock DVA, 65daysofstatic, Arctic Monkeys, Autechre, Bring Me the Horizon, Джо Кокер, Comsat Angels, Def Leppard, Dyonisis, Long Blondes, Moloko, Pulp, Reverend and the Makers, The Crosses, Matt Howden, Ричард Хоули, While She Sleeps, The Sherlocks.

### Театры

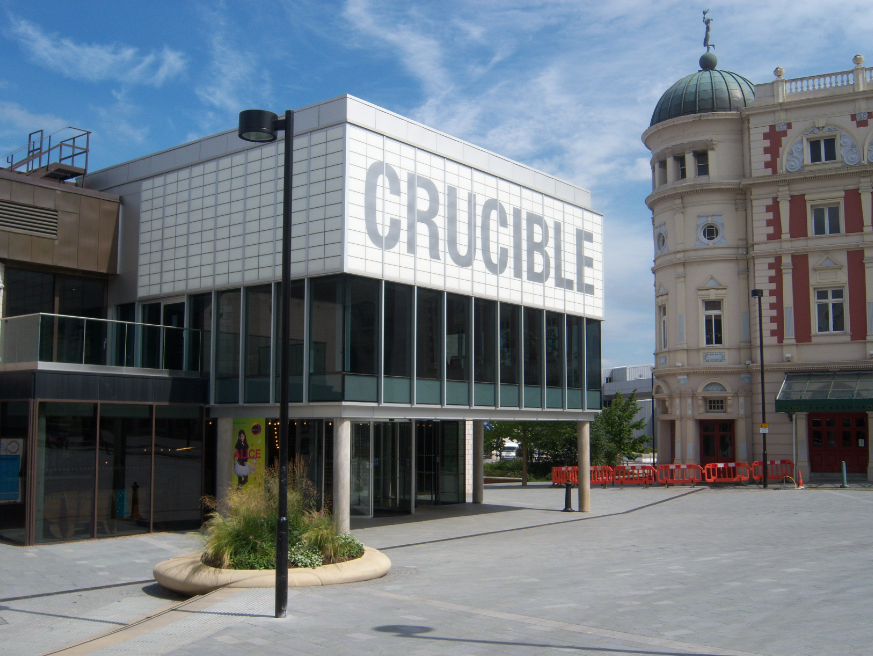
Театры Крусибл (в центре) и Lyceum (справа)

В Шеффилде два больших театра — Lyceum и Крусибл, которые вместе с небольшим театром Studio) образуют крупнейший театральный комплекс за пределами Лондона, расположенный около Тюдор-скуэр. В здании Крусибл-театра с 1977 года проводится Чемпионат мира по снукеру и многие заметные сценические события в течение года. Lyceum, открытый в 1897 году, используется как гастрольная площадка для спектаклей вэст-эндских театров и опер Opera North, а также для местных шоу. В городе есть ещё один небольшой театр — Монтгомери на 420 мест, расположенный недалеко от Тюдор-скуэр на Суррей-стрит, напротив здания муниципалитета. Большое количество любительских театров разбросаны по всему городу.

### Музеи
Шеффилдские музеи управляются двумя разными организациями. Museums Sheffield управляет Weston Park Museum, Millennium Galleries и Graves Art Gallery. Sheffield Industrial Museums Trust управляет тремя музеями, посвящёнными промышленной истории Шеффилда.

### Парки

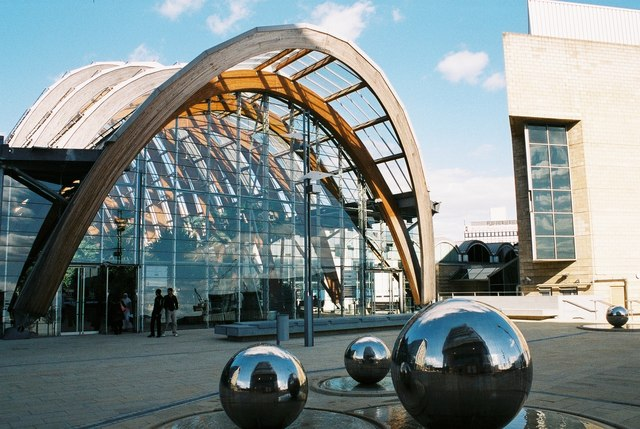
Шеффилдский зимний сад

Шеффилд со своими 4,5 миллионами деревьев является одним из наиболее зелёных городов Европы. Здесь много парков и лесов по всему городу и за его пределами. Всего в Шеффилде 83 парка — 13 городских, 20 районных и 50 локальных — расположенных по всему городу. К категории городских парков относятся 3 из 6 шеффилдских городских садов (Шеффилдский ботанический сад, Сад мира и Хилбороский сад вместе с Шеффилдским зимним садом, Бичифскими садами и Линвудскими садами, являющимся самостоятельными образованиями).
Шеффилдский ботанический сад открыт в 1836 году и занимает участок площадью 19 акров, расположенный к юго-западу от центра города. В саду располагается большая оранжерея викторианской эпохи, включённая в список наследия 2 уровня (Grade II). Сад мира находится в самом центре города, рядом со зданием муниципалитета, занимает площадь в 0,67 га и является частью проекта Сердце города. Это место выделяется своими водными достопримечательностями, главной из которых является фонтан Гудвина (англ. Goodwin Fountain). Фонтан назван в честь известного шеффилдского промышленника Стюарта Гудвина, состоит из 89 отдельных струй и расположен в углу Сада мира, территория которого имеет очертания четверти круга. После реконструкции в 1998 году Сад мира получил множество положительных отзывов на региональном и национальном уровне. Хилбороский сад находится в парке Хиллсборо к северо-западу от центра города. История этого сада прослеживается с 1779 года и с момента реконструкции в начале 1990-х годов он был посвящён жертвам трагедии на «Хиллсборо». Шеффилдский зимний сад, расположенный в пределах Сердца города, представляет собой огромную остеклённую оранжерею с деревянным каркасом, вмещающую почти 2500 растений со всего мира.

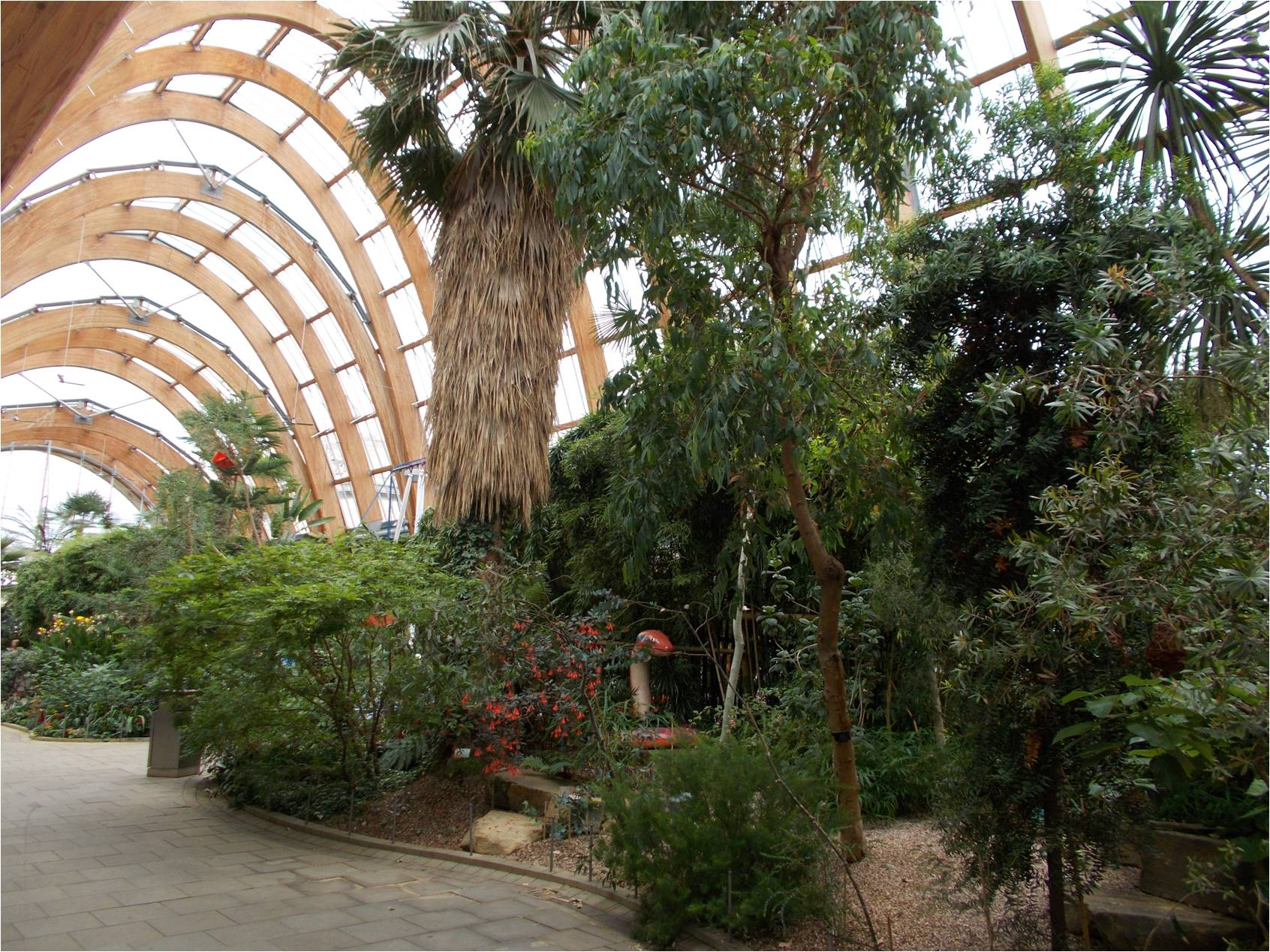
Внутри Шеффилдского зимнего сада в 2013 году

Также в черте города есть множество заповедных участков, суммарная площадь которых составляет 6,5 км², и 170 лесных массивов, 80 из которых классифицируются как древние.
Юго-западная граница города упирается в территорию национального парка Пик-Дистрикт, вследствие чего несколько жилых районов относятся к городу, но расположены на природе. В Пик-Дистрикте расположены многие известные природные и рукотворные достопримечательности, например, Чатсуорт-хаус, где снимался фильм «Гордость и предубеждение».
В сентябре 2010 года Городской совет Шеффилда озвучил планы по созданию новой цепочки парков, охватывающих холмистую местность позади Шеффилдского вокзала. Парк, известный под названием Парк долины Шифа, будет вещать дендрарий и амфитеатр под открытым небом. Эта местность когда-то была средневековым оленьим парком, позднее став собственностью герцога Норфолка.

## Известные уроженцы
- Чарльз Хардинг Ферс (16 марта 1857 года — 19 февраля 1936 года) — британский историк.

- Джейми Ривз (род. 3 мая 1962 года) — стронгмен, победитель турнира «Самый сильный человек в мире» 1989 года. Четырёхкратный сильнейший человек Британии.

## Общественные службы
- Полиция Южного Йорка[англ.]
- Медицина

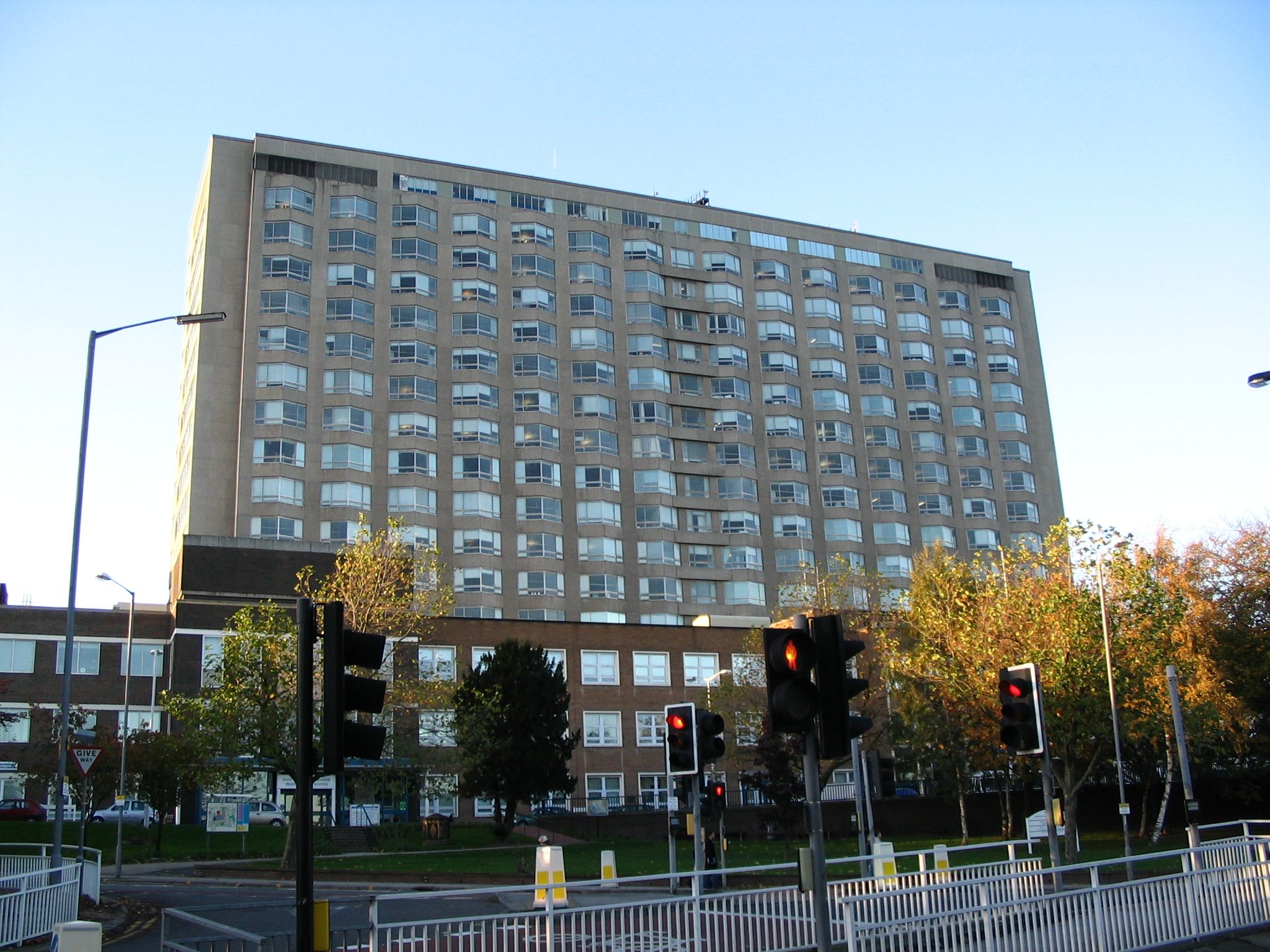
Королевский холлэмширский госпиталь

- Противопожарная служба — Пожарно-спасательная служба Южного Йоркшира[англ.]
- Жилищно-коммунальные службы

## Города-побратимы
Шеффилдский комитет по международным связям представляет Шеффилд в следующих городах-побратимах:
- Чэнду, Китай
- Аньшань, Китай
- Бохум, Германия
- Донецк, Украина
- Эстели, Никарагуа
- Хмельницкий, Украина[145]

Также Шеффилд имеет дружеские договорённости с:
- Кавасаки, Япония
- Китве-Нкана, Замбия
- Котли, Пакистан
- Питтсбург, США — благодаря связям в производстве стали.